# Mangusten
Die Mangusten (Herpestidae) sind eine Säugetierfamilie aus der Ordnung der Raubtiere (Carnivora). Sie umfassen 35 Arten, die in Afrika, dem südlichen Asien und Südeuropa verbreitet sind. Zu den bekanntesten Vertretern zählen die Mungos und die Erdmännchen.

## Name
Mangusten werden auch unter den Namen Mungos, Ichneumons oder Kusimansen geführt, obwohl diese Bezeichnungen eigentlich nur auf einzelne Gattungen der Mangusten angewendet werden sollten. Die Bezeichnung Manguste ist dravidischen Ursprungs (Telugu muṅgisa, Kannada muṅgisi) und wurde über das Portugiesische in die europäischen Sprachen entlehnt. In den frühen Nachweisen in europäischen Sprachen fehlt das t der letzten Silbe, heute noch im Englischen (mongoose); es wurde vermutlich erstmals um 1700 im Französischen als Hyperkorrektur eingefügt (Analogiebildung etwa zu langouste, „Languste“). Das Wort Mungo ist möglicherweise ebenfalls durch Hyperkorrektur als fälschliche Singularform in der Annahme entstanden, dass es sich bei mangus/mongoose um eine Pluralform handele.

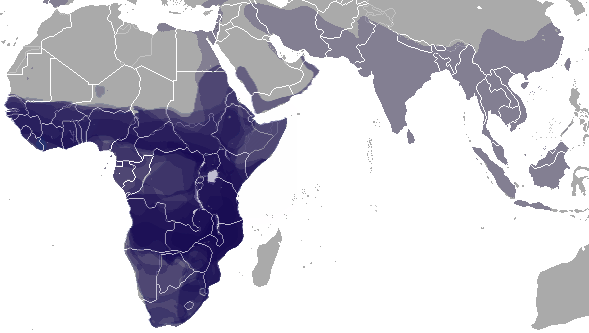
Verbreitung der Familie Herpestidae. Die in einem dunkleren Farbton gezeichneten Gebiete weisen eine höhere Artenvielfalt (Diversität) auf.

## Merkmale

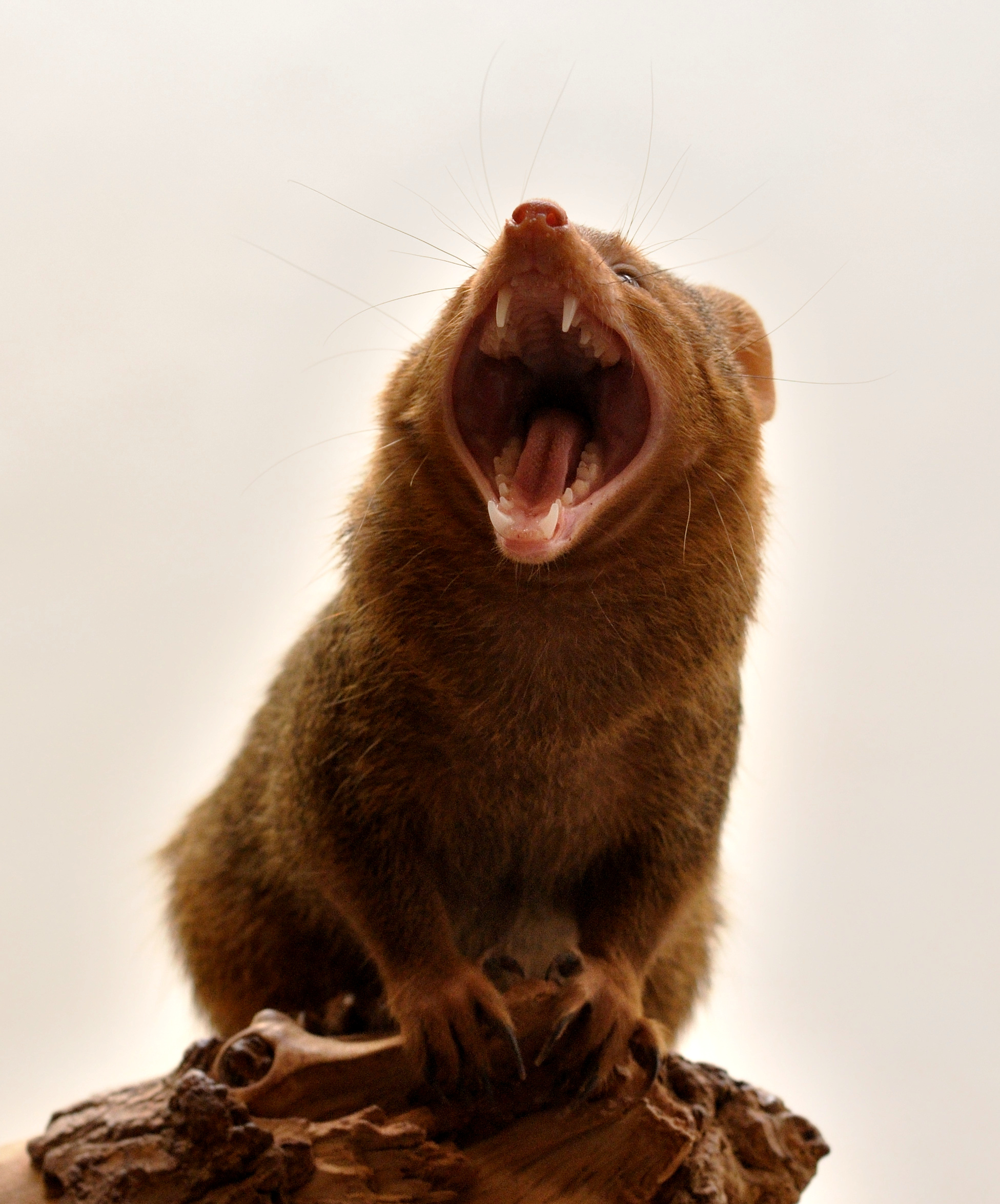
Gebiss einer Zwergmanguste (Helogale undulata)

Mangusten sind relativ kleine Raubtiere, die im Allgemeinen durch einen schlanken Körper mit kurzen Gliedmaßen charakterisiert sind. Das Fell ist meist grau oder braun gefärbt und eher einfarbig, obwohl bei manchen Gattungen Sprenkelungen oder Streifen vorhanden sind. Der Schwanz ist verhältnismäßig kurz und bei vielen Arten leicht buschig. Diese Tiere erreichen Kopfrumpflängen von 18 bis 71 Zentimeter, Schwanzlängen von 15 bis 53 Zentimetern und ein Gewicht von 0,2 bis 5 Kilogramm.
Die Füße enden meist in fünf Zehen, die mit nicht einziehbaren Krallen versehen sind – einige Gattungen haben aber nur vier Zehen. Viele Arten haben Analdrüsen, die ein streng riechendes Sekret produzieren.
Der Kopf ist verhältnismäßig klein, die Ohren sind klein und abgerundet, die Schnauze eher spitz. Die Zahnformel lautet I 3/3 – C 1/1 – P 3-4/3-4 – M 2/2, insgesamt haben Mangusten also 36 bis 40 Zähne.

## Verbreitung und Lebensraum
Die meisten Mangusten sind in Afrika südlich der Sahara beheimatet, einige Arten finden sich aber auch auf der Arabischen Halbinsel und in Süd- und Südostasien. Eine Art, das Ichneumon, lebt darüber hinaus auf der Iberischen Halbinsel – es ist aber umstritten, ob die Bestände dort natürlichen Ursprungs sind oder vom Menschen eingeführt wurden. Zum Zweck der Schädlingsbekämpfung wurden mehrere Arten, das Ichneumon und die beiden Mungoarten, auch in verschiedenen anderen Regionen eingeführt, darunter in Italien, Kroatien, Japan, auf den Karibischen Inseln und anderen Inseln im Pazifischen und Indischen Ozean.
Mangusten bewohnen verschiedene Lebensräume; viele Arten bevorzugen Savannen und anderes offenes Gelände. Es gibt auch einige waldbewohnende Arten; allzu trockene Gebiete meiden diese Tiere in der Regel.

## Lebensweise

### Aktivität

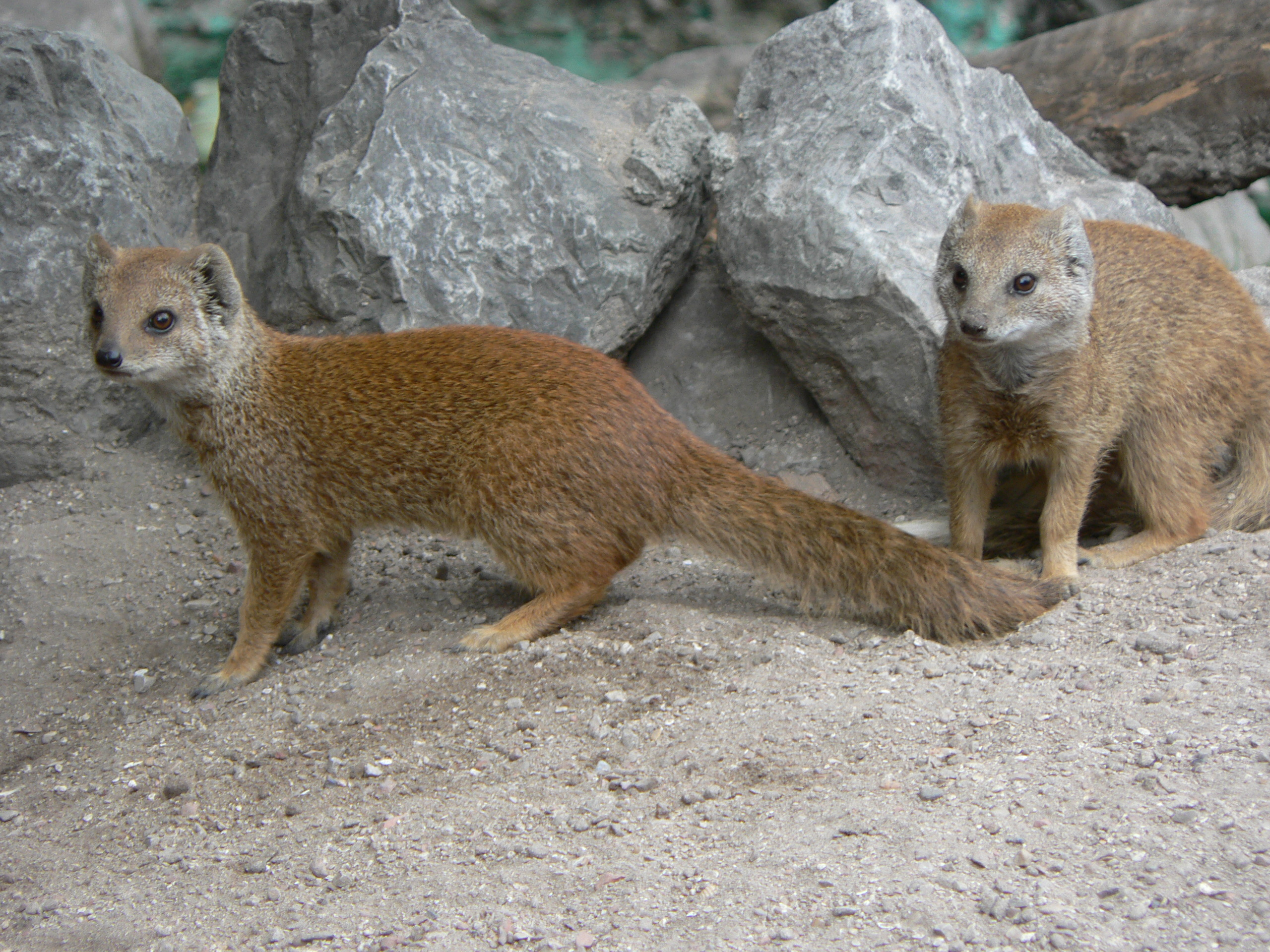
Fuchsmanguste

Unter Mangusten gibt es sowohl einzelgängerische Arten als auch solche, die in komplex organisierten Gruppen leben. Die Einzelgänger stellen dabei die Mehrheit der Arten. Nur drei Arten leben gesellig: das Erdmännchen, die Zwergmanguste und die Zebramanguste. Auffällig ist, dass diese drei sehr klein sind, sich fast ausschließlich von Wirbellosen ernähren und am Tage aktiv sind. Unter den Einzelgängern ist hingegen Nachtaktivität die Regel.
Der größte Vorteil des geselligen Lebens ist der Schutz vor Feinden. Da in Gruppen lebende Mangusten vor allem in offenen Habitaten leben, sind sie hier für potenzielle Feinde besonders gut sichtbar. Wenn mehrere Mitglieder einer Gruppe wachsam sind, wird ein Prädator früh bemerkt, so dass Zeit bleibt, den Schutz des Baus aufzusuchen. Ebenso ist von allen drei Arten bekannt, dass sie sich gemeinsam gegen Angreifer verteidigen und somit den Feind oft zur Aufgabe zwingen.
Die soziale Organisation innerhalb einer Kolonie ist bei Erdmännchen, Zebramangusten und Zwergmangusten vollkommen verschieden. Erdmännchen-Kolonien haben eine klare Hierarchie und ein dominantes Paar, das Nachwuchs zeugt, während die anderen Individuen der Gruppe bei dessen Aufzucht helfen. In einer Kolonie von Zebramangusten gibt es hingegen keine deutliche Hierarchie. Zur Fortpflanzungszeit kämpfen die Männchen jedes Mal aufs Neue um die Weibchen; drei Viertel der Weibchen eines Baus bekommen schließlich Nachwuchs. Bei einer Gruppe von Zwergmangusten gibt es ein dominantes Weibchen, das von mehreren Männchen begattet wird; obwohl auch andere Weibchen Partner finden können, bringt meistens nur dieses dominante Weibchen Nachwuchs hervor.
Die Größe des Aktionsraums variiert sehr stark. Vor allem in Regionen, die ein reichhaltiges Nahrungsangebot bieten, sind Aktionsräume klein, in ariden Regionen hingegen sehr viel größer. Beim Weißschwanzichneumon lassen sich in der Serengeti Aktionsräume von 0,4 bis 1,2 km² feststellen, in Äthiopien hingegen bis zu 4,3 km². Besonders große Aktionsräume haben die Gruppen der Erdmännchen, die bis 10 km² umfassen können.
Auch zwischen Mangusten und ganz anderen Arten gibt es gelegentlich Interaktionen. So folgen Kusimansen oft Mangaben und profitieren von deren Wachsamkeit. Die Zebramanguste sucht manchmal Warzenschweine auf, um sie von Parasiten zu befreien.

### Nahrung
Diese Tiere sind Raubtiere, die sich von Insekten und deren Larven, anderen Wirbellosen (wie Würmern oder Krabben) sowie kleineren Wirbeltieren ernähren. Wirbellose überwiegen in der Nahrung: 17 Arten fressen hauptsächlich Insekten, nur sieben ernähren sich vorwiegend von Wirbeltieren; bei den übrigen Arten gibt es entweder keine Präferenz, oder diese ist nicht bekannt. Die gruppenlebenden Arten sind alle überwiegend Insektenfresser. Auf der Nahrungssuche sind Mangusten ständig in Bewegung. Sie suchen im Unterholz, im Erdreich oder im Kot großer Wirbeltiere nach Nahrung.
Wirbeltiere werden vor dem Fressen mit einem Biss in den Schädel getötet. Hartschalige Beutetiere werden oft zwischen die Vorderpfoten genommen und nach hinten gegen eine harte Fläche geschleudert, um sie zu knacken.
Einige Arten sind für ihr Geschick bekannt, auch giftige Schlangen erlegen zu können. Dies gilt vor allem für die Mungos, aber auch für einige afrikanische Arten. Hauptsächlich kommen ihnen hierbei ihre blitzschnellen Bewegungen zugute, die es ihnen ermöglichen, dem Zustoßen der Schlange auszuweichen. Mangusten haben aber auch eine beachtliche Unempfindlichkeit gegenüber zahlreichen Toxinen. So fressen sie auch unbeschadet Skorpione und Tausendfüßer.
Mehrere Mangustenarten wurden auch als Aasfresser beobachtet. Dann fressen sie auch an den Kadavern großer Antilopen oder Hirsche. In der Nähe des Menschen durchwühlen Mangusten auch den Müll nach Nahrung. Das Fressen von pflanzlichem Material wie Früchten wurde vereinzelt beobachtet, ist aber eine seltene Ausnahme.

### Fortpflanzung
Der Nachwuchs wird für gewöhnlich nach einer Tragzeit von 40 bis 80 Tagen in einem Bau zur Welt gebracht. Bei den einzelgängerischen Arten beträgt die Wurfgröße ein bis drei; die Jungen bleiben etwa zehn Wochen im Bau und werden allein vom Muttertier versorgt. Bei den gruppenlebenden Mangusten ist der Wurf größer und kann bis zu sechs Junge umfassen, die wegen des Schutzes durch die Gemeinschaft auch früher den Bau verlassen – in der Regel nach vier Wochen. Hier sorgen neben der Mutter auch weitere Artgenossen beiderlei Geschlechts für die Jungen. Die Individuen, die selbst keine Jungen versorgen, leisten dabei den größten Beitrag.
Die Augen der bei Geburt 20 bis 125 g schweren Jungen öffnen sich nach zwei Wochen. Bis zum Alter von vier bis acht Wochen werden sie gesäugt. Bei den Einzelgängern bleiben die Jungen etwa sechs Monate in der Gesellschaft ihrer Mutter. Die sozialen Arten versorgen die Jungen in ihren ersten drei bis vier Lebensmonaten mit Nahrung, danach können sie selbst im Schutz der Gruppe für sich sorgen.
In Gefangenschaft können Mangusten ein recht hohes Alter erreichen. So wurde eine Kapmanguste zwanzig Jahre alt. In freier Wildbahn sind solche Lebensspannen aber höchst unwahrscheinlich.

## Parasiten
Arthrocephalus gambiensis ist ein nur bei Mangusten vorkommender Hakenwurm.

## Feinde
Wegen ihrer geringen Größe haben Mangusten eine große Zahl von Feinden. Zu den wichtigsten gehören Greifvögel, größere Raubtiere, Schlangen und Warane. Manchmal gehören auch andere Mangusten zu den Feinden, so wird die Zwergmanguste etwa von Ichneumons und Schlankmangusten erbeutet.

## Systematik

### Äußere Systematik
Mangusten werden zur Unterordnung der Katzenartigen innerhalb der Raubtiere gezählt. Früher hielt man sie für nahe Verwandte der Schleichkatzen, teilweise wurden sie sogar als deren Unterfamilie geführt. Jüngere Untersuchungen zeigen, dass sie enger mit den Hyänen verwandt sein dürften. Am nächsten sind sie mit den Madagassischen Raubtieren (Eupleridae) verwandt, eine auf Madagaskar endemische Raubtierfamilie, die sich vermutlich aus mangustenartigen Vorfahren entwickelt hat, die die Straße von Mosambik überquert haben. Eine Gruppe dieser Madagassischen Raubtiere, die Madagaskar-Mangusten (Galidiinae), wurden früher als Unterfamilie der Mangusten geführt.

### Innere Systematik
Die Mangusten werden in zwei Unterfamilien und 15 Gattungen mit insgesamt ca. 35 Arten eingeteilt:
- Die Unterfamilie Herpestinae umfasst die einzelgängerischen Mangusten. Sie kommen in Afrika und Asien vor.
  - Die Sumpf- oder Wassermanguste (Atilax paludinosus) ist die am besten an das Wasser angepasste Manguste.
  - Die Gattung der Schwarzfußmangusten (Bdeogale) umfassen vier Arten.
  - Die Fuchsmanguste (Cynictis penicillata) zählt zu den häufigeren Arten und lebt im südlichen Afrika.
  - Die Gattung Herpestes[6] umfasst das afrikanische Ichneumon (die Typusart) und vier weitere afrikanische Arten, die früher in die Gattung Galerella gestellt wurden.
  - Die Weißschwanzmanguste (Ichneumia albicauda) lebt in Afrika und auf der Arabischen Halbinsel.
  - Die Trugmanguste (Paracynictis selousi) ist eine weitgehend unbekannte Art aus dem südlichen Afrika.
  - Die Meller-Manguste (Rhynchogale melleri) bewohnt Waldländer im östlichen Afrika.
  - Die Gattung Urva umfasst neun asiatische Arten, die früher zu Herpestes gehörten, darunter der Indische Mungo, der Kleine Mungo und der Goldstaubmungo.
  - Die Langnasenmanguste (Xenogale naso) ist in Zentralafrika von Nigeria bis in die Demokratische Republik Kongo verbreitet.
- Zur Unterfamilie Mungotinae gehören die geselligen, in Gruppen lebenden Mangusten. Sie kommen nur in Afrika vor.
  - Die Gattung der Kusimansen (Crossarchus) sind vier in Afrika lebende Arten.
  - Die Listige Manguste (Dologale dybowskii) lebt im zentralen Afrika und ist weitgehend unbekannt.
  - Die Gattung der Zwergmangusten (Helogale) sind die kleinsten Mangusten. Zu ihnen zählen zwei Arten.
  - Die Liberia-Manguste (Liberiictis kuhni) wurde erst 1958 entdeckt und bewohnt ein kleines Gebiet in Westafrika.
  - Die Gattung Mungos umfasst zwei Arten, die Zebramanguste (M. mungo) und die Gambia-Manguste (M. gambianus).
  - Das Erdmännchen oder Surikate (Suricata suricatta) ist durch sein Leben in Kolonien bekannt.

Kladogramm zur Systematik der Mangusten:
|  | Mungos                               |
|  |                                      |
|  | Liberia-Manguste (Liberiictis kuhni) |
|  |                                      |

|  | Zwergmangusten (Helogale) |
|  |                           |
|  | Kusimansen (Crossarchus)  |
|  |                           |

|  | Mungos                               |
|  |                                      |
|  | Liberia-Manguste (Liberiictis kuhni) |
|  |                                      |

|  | Zwergmangusten (Helogale) |
|  |                           |
|  | Kusimansen (Crossarchus)  |
|  |                           |

|  | Mungos                               |
|  |                                      |
|  | Liberia-Manguste (Liberiictis kuhni) |
|  |                                      |

|  | Zwergmangusten (Helogale) |
|  |                           |
|  | Kusimansen (Crossarchus)  |
|  |                           |

|  | Mungos                               |
|  |                                      |
|  | Liberia-Manguste (Liberiictis kuhni) |
|  |                                      |

|  | Zwergmangusten (Helogale) |
|  |                           |
|  | Kusimansen (Crossarchus)  |
|  |                           |

|  | Trugmanguste (Paracynictis selousi)  |
|  |                                      |
|  | Fuchsmanguste (Cynictis penicillata) |
|  |                                      |

|  | Meller-Manguste (Rhynchogale melleri) |
|  |                                       |
|  | Schwarzfußmangusten (Bdeogale)        |
|  |                                       |

|  | Trugmanguste (Paracynictis selousi)  |
|  |                                      |
|  | Fuchsmanguste (Cynictis penicillata) |
|  |                                      |

|  | Meller-Manguste (Rhynchogale melleri) |
|  |                                       |
|  | Schwarzfußmangusten (Bdeogale)        |
|  |                                       |

|  | Trugmanguste (Paracynictis selousi)  |
|  |                                      |
|  | Fuchsmanguste (Cynictis penicillata) |
|  |                                      |

|  | Meller-Manguste (Rhynchogale melleri) |
|  |                                       |
|  | Schwarzfußmangusten (Bdeogale)        |
|  |                                       |

|  | Trugmanguste (Paracynictis selousi)  |
|  |                                      |
|  | Fuchsmanguste (Cynictis penicillata) |
|  |                                      |

|  | Meller-Manguste (Rhynchogale melleri) |
|  |                                       |
|  | Schwarzfußmangusten (Bdeogale)        |
|  |                                       |

|  | Trugmanguste (Paracynictis selousi)  |
|  |                                      |
|  | Fuchsmanguste (Cynictis penicillata) |
|  |                                      |

|  | Meller-Manguste (Rhynchogale melleri) |
|  |                                       |
|  | Schwarzfußmangusten (Bdeogale)        |
|  |                                       |

|  | Trugmanguste (Paracynictis selousi)  |
|  |                                      |
|  | Fuchsmanguste (Cynictis penicillata) |
|  |                                      |

|  | Meller-Manguste (Rhynchogale melleri) |
|  |                                       |
|  | Schwarzfußmangusten (Bdeogale)        |
|  |                                       |

|  | Trugmanguste (Paracynictis selousi)  |
|  |                                      |
|  | Fuchsmanguste (Cynictis penicillata) |
|  |                                      |

|  | Meller-Manguste (Rhynchogale melleri) |
|  |                                       |
|  | Schwarzfußmangusten (Bdeogale)        |
|  |                                       |

|  | Trugmanguste (Paracynictis selousi)  |
|  |                                      |
|  | Fuchsmanguste (Cynictis penicillata) |
|  |                                      |

|  | Meller-Manguste (Rhynchogale melleri) |
|  |                                       |
|  | Schwarzfußmangusten (Bdeogale)        |
|  |                                       |

|  | \| \| Sumpfmanguste (Atilax paludinosus) \| \| \| \| \| \| Langnasenmanguste (Xenogale naso) \| \| \| \| |
|  | |
|  | Urva |
|  | |
|  | Sumpfmanguste (Atilax paludinosus)                                                                       |
|  | |
|  | Langnasenmanguste (Xenogale naso)                                                                        |
|  | |

|  | Sumpfmanguste (Atilax paludinosus) |
|  |                                    |
|  | Langnasenmanguste (Xenogale naso)  |
|  |                                    |

|  | Trugmanguste (Paracynictis selousi)  |
|  |                                      |
|  | Fuchsmanguste (Cynictis penicillata) |
|  |                                      |

|  | Meller-Manguste (Rhynchogale melleri) |
|  |                                       |
|  | Schwarzfußmangusten (Bdeogale)        |
|  |                                       |

|  | Trugmanguste (Paracynictis selousi)  |
|  |                                      |
|  | Fuchsmanguste (Cynictis penicillata) |
|  |                                      |

|  | Meller-Manguste (Rhynchogale melleri) |
|  |                                       |
|  | Schwarzfußmangusten (Bdeogale)        |
|  |                                       |

|  | Trugmanguste (Paracynictis selousi)  |
|  |                                      |
|  | Fuchsmanguste (Cynictis penicillata) |
|  |                                      |

|  | Meller-Manguste (Rhynchogale melleri) |
|  |                                       |
|  | Schwarzfußmangusten (Bdeogale)        |
|  |                                       |

|  | Trugmanguste (Paracynictis selousi)  |
|  |                                      |
|  | Fuchsmanguste (Cynictis penicillata) |
|  |                                      |

|  | Meller-Manguste (Rhynchogale melleri) |
|  |                                       |
|  | Schwarzfußmangusten (Bdeogale)        |
|  |                                       |

|  | Trugmanguste (Paracynictis selousi)  |
|  |                                      |
|  | Fuchsmanguste (Cynictis penicillata) |
|  |                                      |

|  | Meller-Manguste (Rhynchogale melleri) |
|  |                                       |
|  | Schwarzfußmangusten (Bdeogale)        |
|  |                                       |

|  | Trugmanguste (Paracynictis selousi)  |
|  |                                      |
|  | Fuchsmanguste (Cynictis penicillata) |
|  |                                      |

|  | Meller-Manguste (Rhynchogale melleri) |
|  |                                       |
|  | Schwarzfußmangusten (Bdeogale)        |
|  |                                       |

|  | Trugmanguste (Paracynictis selousi)  |
|  |                                      |
|  | Fuchsmanguste (Cynictis penicillata) |
|  |                                      |

|  | Meller-Manguste (Rhynchogale melleri) |
|  |                                       |
|  | Schwarzfußmangusten (Bdeogale)        |
|  |                                       |

|  | Trugmanguste (Paracynictis selousi)  |
|  |                                      |
|  | Fuchsmanguste (Cynictis penicillata) |
|  |                                      |

|  | Meller-Manguste (Rhynchogale melleri) |
|  |                                       |
|  | Schwarzfußmangusten (Bdeogale)        |
|  |                                       |

|  | \| \| Sumpfmanguste (Atilax paludinosus) \| \| \| \| \| \| Langnasenmanguste (Xenogale naso) \| \| \| \| |
|  | |
|  | Urva |
|  | |
|  | Sumpfmanguste (Atilax paludinosus)                                                                       |
|  | |
|  | Langnasenmanguste (Xenogale naso)                                                                        |
|  | |

|  | Sumpfmanguste (Atilax paludinosus) |
|  |                                    |
|  | Langnasenmanguste (Xenogale naso)  |
|  |                                    |

|  | Mungos                               |
|  |                                      |
|  | Liberia-Manguste (Liberiictis kuhni) |
|  |                                      |

|  | Zwergmangusten (Helogale) |
|  |                           |
|  | Kusimansen (Crossarchus)  |
|  |                           |

|  | Mungos                               |
|  |                                      |
|  | Liberia-Manguste (Liberiictis kuhni) |
|  |                                      |

|  | Zwergmangusten (Helogale) |
|  |                           |
|  | Kusimansen (Crossarchus)  |
|  |                           |

|  | Mungos                               |
|  |                                      |
|  | Liberia-Manguste (Liberiictis kuhni) |
|  |                                      |

|  | Zwergmangusten (Helogale) |
|  |                           |
|  | Kusimansen (Crossarchus)  |
|  |                           |

|  | Mungos                               |
|  |                                      |
|  | Liberia-Manguste (Liberiictis kuhni) |
|  |                                      |

|  | Zwergmangusten (Helogale) |
|  |                           |
|  | Kusimansen (Crossarchus)  |
|  |                           |

|  | Trugmanguste (Paracynictis selousi)  |
|  |                                      |
|  | Fuchsmanguste (Cynictis penicillata) |
|  |                                      |

|  | Meller-Manguste (Rhynchogale melleri) |
|  |                                       |
|  | Schwarzfußmangusten (Bdeogale)        |
|  |                                       |

|  | Trugmanguste (Paracynictis selousi)  |
|  |                                      |
|  | Fuchsmanguste (Cynictis penicillata) |
|  |                                      |

|  | Meller-Manguste (Rhynchogale melleri) |
|  |                                       |
|  | Schwarzfußmangusten (Bdeogale)        |
|  |                                       |

|  | Trugmanguste (Paracynictis selousi)  |
|  |                                      |
|  | Fuchsmanguste (Cynictis penicillata) |
|  |                                      |

|  | Meller-Manguste (Rhynchogale melleri) |
|  |                                       |
|  | Schwarzfußmangusten (Bdeogale)        |
|  |                                       |

|  | Trugmanguste (Paracynictis selousi)  |
|  |                                      |
|  | Fuchsmanguste (Cynictis penicillata) |
|  |                                      |

|  | Meller-Manguste (Rhynchogale melleri) |
|  |                                       |
|  | Schwarzfußmangusten (Bdeogale)        |
|  |                                       |

|  | Trugmanguste (Paracynictis selousi)  |
|  |                                      |
|  | Fuchsmanguste (Cynictis penicillata) |
|  |                                      |

|  | Meller-Manguste (Rhynchogale melleri) |
|  |                                       |
|  | Schwarzfußmangusten (Bdeogale)        |
|  |                                       |

|  | Trugmanguste (Paracynictis selousi)  |
|  |                                      |
|  | Fuchsmanguste (Cynictis penicillata) |
|  |                                      |

|  | Meller-Manguste (Rhynchogale melleri) |
|  |                                       |
|  | Schwarzfußmangusten (Bdeogale)        |
|  |                                       |

|  | Trugmanguste (Paracynictis selousi)  |
|  |                                      |
|  | Fuchsmanguste (Cynictis penicillata) |
|  |                                      |

|  | Meller-Manguste (Rhynchogale melleri) |
|  |                                       |
|  | Schwarzfußmangusten (Bdeogale)        |
|  |                                       |

|  | Trugmanguste (Paracynictis selousi)  |
|  |                                      |
|  | Fuchsmanguste (Cynictis penicillata) |
|  |                                      |

|  | Meller-Manguste (Rhynchogale melleri) |
|  |                                       |
|  | Schwarzfußmangusten (Bdeogale)        |
|  |                                       |

|  | \| \| Sumpfmanguste (Atilax paludinosus) \| \| \| \| \| \| Langnasenmanguste (Xenogale naso) \| \| \| \| |
|  | |
|  | Urva |
|  | |
|  | Sumpfmanguste (Atilax paludinosus)                                                                       |
|  | |
|  | Langnasenmanguste (Xenogale naso)                                                                        |
|  | |

|  | Sumpfmanguste (Atilax paludinosus) |
|  |                                    |
|  | Langnasenmanguste (Xenogale naso)  |
|  |                                    |

|  | Trugmanguste (Paracynictis selousi)  |
|  |                                      |
|  | Fuchsmanguste (Cynictis penicillata) |
|  |                                      |

|  | Meller-Manguste (Rhynchogale melleri) |
|  |                                       |
|  | Schwarzfußmangusten (Bdeogale)        |
|  |                                       |

|  | Trugmanguste (Paracynictis selousi)  |
|  |                                      |
|  | Fuchsmanguste (Cynictis penicillata) |
|  |                                      |

|  | Meller-Manguste (Rhynchogale melleri) |
|  |                                       |
|  | Schwarzfußmangusten (Bdeogale)        |
|  |                                       |

|  | Trugmanguste (Paracynictis selousi)  |
|  |                                      |
|  | Fuchsmanguste (Cynictis penicillata) |
|  |                                      |

|  | Meller-Manguste (Rhynchogale melleri) |
|  |                                       |
|  | Schwarzfußmangusten (Bdeogale)        |
|  |                                       |

|  | Trugmanguste (Paracynictis selousi)  |
|  |                                      |
|  | Fuchsmanguste (Cynictis penicillata) |
|  |                                      |

|  | Meller-Manguste (Rhynchogale melleri) |
|  |                                       |
|  | Schwarzfußmangusten (Bdeogale)        |
|  |                                       |

|  | Trugmanguste (Paracynictis selousi)  |
|  |                                      |
|  | Fuchsmanguste (Cynictis penicillata) |
|  |                                      |

|  | Meller-Manguste (Rhynchogale melleri) |
|  |                                       |
|  | Schwarzfußmangusten (Bdeogale)        |
|  |                                       |

|  | Trugmanguste (Paracynictis selousi)  |
|  |                                      |
|  | Fuchsmanguste (Cynictis penicillata) |
|  |                                      |

|  | Meller-Manguste (Rhynchogale melleri) |
|  |                                       |
|  | Schwarzfußmangusten (Bdeogale)        |
|  |                                       |

|  | Trugmanguste (Paracynictis selousi)  |
|  |                                      |
|  | Fuchsmanguste (Cynictis penicillata) |
|  |                                      |

|  | Meller-Manguste (Rhynchogale melleri) |
|  |                                       |
|  | Schwarzfußmangusten (Bdeogale)        |
|  |                                       |

|  | Trugmanguste (Paracynictis selousi)  |
|  |                                      |
|  | Fuchsmanguste (Cynictis penicillata) |
|  |                                      |

|  | Meller-Manguste (Rhynchogale melleri) |
|  |                                       |
|  | Schwarzfußmangusten (Bdeogale)        |
|  |                                       |

|  | \| \| Sumpfmanguste (Atilax paludinosus) \| \| \| \| \| \| Langnasenmanguste (Xenogale naso) \| \| \| \| |
|  | |
|  | Urva |
|  | |
|  | Sumpfmanguste (Atilax paludinosus)                                                                       |
|  | |
|  | Langnasenmanguste (Xenogale naso)                                                                        |
|  | |

|  | Sumpfmanguste (Atilax paludinosus) |
|  |                                    |
|  | Langnasenmanguste (Xenogale naso)  |
|  |                                    |

|  | Mungos                               |
|  |                                      |
|  | Liberia-Manguste (Liberiictis kuhni) |
|  |                                      |

|  | Zwergmangusten (Helogale) |
|  |                           |
|  | Kusimansen (Crossarchus)  |
|  |                           |

|  | Mungos                               |
|  |                                      |
|  | Liberia-Manguste (Liberiictis kuhni) |
|  |                                      |

|  | Zwergmangusten (Helogale) |
|  |                           |
|  | Kusimansen (Crossarchus)  |
|  |                           |

|  | Mungos                               |
|  |                                      |
|  | Liberia-Manguste (Liberiictis kuhni) |
|  |                                      |

|  | Zwergmangusten (Helogale) |
|  |                           |
|  | Kusimansen (Crossarchus)  |
|  |                           |

|  | Mungos                               |
|  |                                      |
|  | Liberia-Manguste (Liberiictis kuhni) |
|  |                                      |

|  | Zwergmangusten (Helogale) |
|  |                           |
|  | Kusimansen (Crossarchus)  |
|  |                           |

|  | Trugmanguste (Paracynictis selousi)  |
|  |                                      |
|  | Fuchsmanguste (Cynictis penicillata) |
|  |                                      |

|  | Meller-Manguste (Rhynchogale melleri) |
|  |                                       |
|  | Schwarzfußmangusten (Bdeogale)        |
|  |                                       |

|  | Trugmanguste (Paracynictis selousi)  |
|  |                                      |
|  | Fuchsmanguste (Cynictis penicillata) |
|  |                                      |

|  | Meller-Manguste (Rhynchogale melleri) |
|  |                                       |
|  | Schwarzfußmangusten (Bdeogale)        |
|  |                                       |

|  | Trugmanguste (Paracynictis selousi)  |
|  |                                      |
|  | Fuchsmanguste (Cynictis penicillata) |
|  |                                      |

|  | Meller-Manguste (Rhynchogale melleri) |
|  |                                       |
|  | Schwarzfußmangusten (Bdeogale)        |
|  |                                       |

|  | Trugmanguste (Paracynictis selousi)  |
|  |                                      |
|  | Fuchsmanguste (Cynictis penicillata) |
|  |                                      |

|  | Meller-Manguste (Rhynchogale melleri) |
|  |                                       |
|  | Schwarzfußmangusten (Bdeogale)        |
|  |                                       |

|  | Trugmanguste (Paracynictis selousi)  |
|  |                                      |
|  | Fuchsmanguste (Cynictis penicillata) |
|  |                                      |

|  | Meller-Manguste (Rhynchogale melleri) |
|  |                                       |
|  | Schwarzfußmangusten (Bdeogale)        |
|  |                                       |

|  | Trugmanguste (Paracynictis selousi)  |
|  |                                      |
|  | Fuchsmanguste (Cynictis penicillata) |
|  |                                      |

|  | Meller-Manguste (Rhynchogale melleri) |
|  |                                       |
|  | Schwarzfußmangusten (Bdeogale)        |
|  |                                       |

|  | Trugmanguste (Paracynictis selousi)  |
|  |                                      |
|  | Fuchsmanguste (Cynictis penicillata) |
|  |                                      |

|  | Meller-Manguste (Rhynchogale melleri) |
|  |                                       |
|  | Schwarzfußmangusten (Bdeogale)        |
|  |                                       |

|  | Trugmanguste (Paracynictis selousi)  |
|  |                                      |
|  | Fuchsmanguste (Cynictis penicillata) |
|  |                                      |

|  | Meller-Manguste (Rhynchogale melleri) |
|  |                                       |
|  | Schwarzfußmangusten (Bdeogale)        |
|  |                                       |

|  | \| \| Sumpfmanguste (Atilax paludinosus) \| \| \| \| \| \| Langnasenmanguste (Xenogale naso) \| \| \| \| |
|  | |
|  | Urva |
|  | |
|  | Sumpfmanguste (Atilax paludinosus)                                                                       |
|  | |
|  | Langnasenmanguste (Xenogale naso)                                                                        |
|  | |

|  | Sumpfmanguste (Atilax paludinosus) |
|  |                                    |
|  | Langnasenmanguste (Xenogale naso)  |
|  |                                    |

|  | Trugmanguste (Paracynictis selousi)  |
|  |                                      |
|  | Fuchsmanguste (Cynictis penicillata) |
|  |                                      |

|  | Meller-Manguste (Rhynchogale melleri) |
|  |                                       |
|  | Schwarzfußmangusten (Bdeogale)        |
|  |                                       |

|  | Trugmanguste (Paracynictis selousi)  |
|  |                                      |
|  | Fuchsmanguste (Cynictis penicillata) |
|  |                                      |

|  | Meller-Manguste (Rhynchogale melleri) |
|  |                                       |
|  | Schwarzfußmangusten (Bdeogale)        |
|  |                                       |

|  | Trugmanguste (Paracynictis selousi)  |
|  |                                      |
|  | Fuchsmanguste (Cynictis penicillata) |
|  |                                      |

|  | Meller-Manguste (Rhynchogale melleri) |
|  |                                       |
|  | Schwarzfußmangusten (Bdeogale)        |
|  |                                       |

|  | Trugmanguste (Paracynictis selousi)  |
|  |                                      |
|  | Fuchsmanguste (Cynictis penicillata) |
|  |                                      |

|  | Meller-Manguste (Rhynchogale melleri) |
|  |                                       |
|  | Schwarzfußmangusten (Bdeogale)        |
|  |                                       |

|  | Trugmanguste (Paracynictis selousi)  |
|  |                                      |
|  | Fuchsmanguste (Cynictis penicillata) |
|  |                                      |

|  | Meller-Manguste (Rhynchogale melleri) |
|  |                                       |
|  | Schwarzfußmangusten (Bdeogale)        |
|  |                                       |

|  | Trugmanguste (Paracynictis selousi)  |
|  |                                      |
|  | Fuchsmanguste (Cynictis penicillata) |
|  |                                      |

|  | Meller-Manguste (Rhynchogale melleri) |
|  |                                       |
|  | Schwarzfußmangusten (Bdeogale)        |
|  |                                       |

|  | Trugmanguste (Paracynictis selousi)  |
|  |                                      |
|  | Fuchsmanguste (Cynictis penicillata) |
|  |                                      |

|  | Meller-Manguste (Rhynchogale melleri) |
|  |                                       |
|  | Schwarzfußmangusten (Bdeogale)        |
|  |                                       |

|  | Trugmanguste (Paracynictis selousi)  |
|  |                                      |
|  | Fuchsmanguste (Cynictis penicillata) |
|  |                                      |

|  | Meller-Manguste (Rhynchogale melleri) |
|  |                                       |
|  | Schwarzfußmangusten (Bdeogale)        |
|  |                                       |

|  | \| \| Sumpfmanguste (Atilax paludinosus) \| \| \| \| \| \| Langnasenmanguste (Xenogale naso) \| \| \| \| |
|  | |
|  | Urva |
|  | |
|  | Sumpfmanguste (Atilax paludinosus)                                                                       |
|  | |
|  | Langnasenmanguste (Xenogale naso)                                                                        |
|  | |

|  | Sumpfmanguste (Atilax paludinosus) |
|  |                                    |
|  | Langnasenmanguste (Xenogale naso)  |
|  |                                    |

|  | Mungos                               |
|  |                                      |
|  | Liberia-Manguste (Liberiictis kuhni) |
|  |                                      |

|  | Zwergmangusten (Helogale) |
|  |                           |
|  | Kusimansen (Crossarchus)  |
|  |                           |

|  | Mungos                               |
|  |                                      |
|  | Liberia-Manguste (Liberiictis kuhni) |
|  |                                      |

|  | Zwergmangusten (Helogale) |
|  |                           |
|  | Kusimansen (Crossarchus)  |
|  |                           |

|  | Mungos                               |
|  |                                      |
|  | Liberia-Manguste (Liberiictis kuhni) |
|  |                                      |

|  | Zwergmangusten (Helogale) |
|  |                           |
|  | Kusimansen (Crossarchus)  |
|  |                           |

|  | Mungos                               |
|  |                                      |
|  | Liberia-Manguste (Liberiictis kuhni) |
|  |                                      |

|  | Zwergmangusten (Helogale) |
|  |                           |
|  | Kusimansen (Crossarchus)  |
|  |                           |

|  | Trugmanguste (Paracynictis selousi)  |
|  |                                      |
|  | Fuchsmanguste (Cynictis penicillata) |
|  |                                      |

|  | Meller-Manguste (Rhynchogale melleri) |
|  |                                       |
|  | Schwarzfußmangusten (Bdeogale)        |
|  |                                       |

|  | Trugmanguste (Paracynictis selousi)  |
|  |                                      |
|  | Fuchsmanguste (Cynictis penicillata) |
|  |                                      |

|  | Meller-Manguste (Rhynchogale melleri) |
|  |                                       |
|  | Schwarzfußmangusten (Bdeogale)        |
|  |                                       |

|  | Trugmanguste (Paracynictis selousi)  |
|  |                                      |
|  | Fuchsmanguste (Cynictis penicillata) |
|  |                                      |

|  | Meller-Manguste (Rhynchogale melleri) |
|  |                                       |
|  | Schwarzfußmangusten (Bdeogale)        |
|  |                                       |

|  | Trugmanguste (Paracynictis selousi)  |
|  |                                      |
|  | Fuchsmanguste (Cynictis penicillata) |
|  |                                      |

|  | Meller-Manguste (Rhynchogale melleri) |
|  |                                       |
|  | Schwarzfußmangusten (Bdeogale)        |
|  |                                       |

|  | Trugmanguste (Paracynictis selousi)  |
|  |                                      |
|  | Fuchsmanguste (Cynictis penicillata) |
|  |                                      |

|  | Meller-Manguste (Rhynchogale melleri) |
|  |                                       |
|  | Schwarzfußmangusten (Bdeogale)        |
|  |                                       |

|  | Trugmanguste (Paracynictis selousi)  |
|  |                                      |
|  | Fuchsmanguste (Cynictis penicillata) |
|  |                                      |

|  | Meller-Manguste (Rhynchogale melleri) |
|  |                                       |
|  | Schwarzfußmangusten (Bdeogale)        |
|  |                                       |

|  | Trugmanguste (Paracynictis selousi)  |
|  |                                      |
|  | Fuchsmanguste (Cynictis penicillata) |
|  |                                      |

|  | Meller-Manguste (Rhynchogale melleri) |
|  |                                       |
|  | Schwarzfußmangusten (Bdeogale)        |
|  |                                       |

|  | Trugmanguste (Paracynictis selousi)  |
|  |                                      |
|  | Fuchsmanguste (Cynictis penicillata) |
|  |                                      |

|  | Meller-Manguste (Rhynchogale melleri) |
|  |                                       |
|  | Schwarzfußmangusten (Bdeogale)        |
|  |                                       |

|  | \| \| Sumpfmanguste (Atilax paludinosus) \| \| \| \| \| \| Langnasenmanguste (Xenogale naso) \| \| \| \| |
|  | |
|  | Urva |
|  | |
|  | Sumpfmanguste (Atilax paludinosus)                                                                       |
|  | |
|  | Langnasenmanguste (Xenogale naso)                                                                        |
|  | |

|  | Sumpfmanguste (Atilax paludinosus) |
|  |                                    |
|  | Langnasenmanguste (Xenogale naso)  |
|  |                                    |

|  | Trugmanguste (Paracynictis selousi)  |
|  |                                      |
|  | Fuchsmanguste (Cynictis penicillata) |
|  |                                      |

|  | Meller-Manguste (Rhynchogale melleri) |
|  |                                       |
|  | Schwarzfußmangusten (Bdeogale)        |
|  |                                       |

|  | Trugmanguste (Paracynictis selousi)  |
|  |                                      |
|  | Fuchsmanguste (Cynictis penicillata) |
|  |                                      |

|  | Meller-Manguste (Rhynchogale melleri) |
|  |                                       |
|  | Schwarzfußmangusten (Bdeogale)        |
|  |                                       |

|  | Trugmanguste (Paracynictis selousi)  |
|  |                                      |
|  | Fuchsmanguste (Cynictis penicillata) |
|  |                                      |

|  | Meller-Manguste (Rhynchogale melleri) |
|  |                                       |
|  | Schwarzfußmangusten (Bdeogale)        |
|  |                                       |

|  | Trugmanguste (Paracynictis selousi)  |
|  |                                      |
|  | Fuchsmanguste (Cynictis penicillata) |
|  |                                      |

|  | Meller-Manguste (Rhynchogale melleri) |
|  |                                       |
|  | Schwarzfußmangusten (Bdeogale)        |
|  |                                       |

|  | Trugmanguste (Paracynictis selousi)  |
|  |                                      |
|  | Fuchsmanguste (Cynictis penicillata) |
|  |                                      |

|  | Meller-Manguste (Rhynchogale melleri) |
|  |                                       |
|  | Schwarzfußmangusten (Bdeogale)        |
|  |                                       |

|  | Trugmanguste (Paracynictis selousi)  |
|  |                                      |
|  | Fuchsmanguste (Cynictis penicillata) |
|  |                                      |

|  | Meller-Manguste (Rhynchogale melleri) |
|  |                                       |
|  | Schwarzfußmangusten (Bdeogale)        |
|  |                                       |

|  | Trugmanguste (Paracynictis selousi)  |
|  |                                      |
|  | Fuchsmanguste (Cynictis penicillata) |
|  |                                      |

|  | Meller-Manguste (Rhynchogale melleri) |
|  |                                       |
|  | Schwarzfußmangusten (Bdeogale)        |
|  |                                       |

|  | Trugmanguste (Paracynictis selousi)  |
|  |                                      |
|  | Fuchsmanguste (Cynictis penicillata) |
|  |                                      |

|  | Meller-Manguste (Rhynchogale melleri) |
|  |                                       |
|  | Schwarzfußmangusten (Bdeogale)        |
|  |                                       |

|  | \| \| Sumpfmanguste (Atilax paludinosus) \| \| \| \| \| \| Langnasenmanguste (Xenogale naso) \| \| \| \| |
|  | |
|  | Urva |
|  | |
|  | Sumpfmanguste (Atilax paludinosus)                                                                       |
|  | |
|  | Langnasenmanguste (Xenogale naso)                                                                        |
|  | |

|  | Sumpfmanguste (Atilax paludinosus) |
|  |                                    |
|  | Langnasenmanguste (Xenogale naso)  |
|  |                                    |

|  | Mungos                               |
|  |                                      |
|  | Liberia-Manguste (Liberiictis kuhni) |
|  |                                      |

|  | Zwergmangusten (Helogale) |
|  |                           |
|  | Kusimansen (Crossarchus)  |
|  |                           |

|  | Mungos                               |
|  |                                      |
|  | Liberia-Manguste (Liberiictis kuhni) |
|  |                                      |

|  | Zwergmangusten (Helogale) |
|  |                           |
|  | Kusimansen (Crossarchus)  |
|  |                           |

|  | Mungos                               |
|  |                                      |
|  | Liberia-Manguste (Liberiictis kuhni) |
|  |                                      |

|  | Zwergmangusten (Helogale) |
|  |                           |
|  | Kusimansen (Crossarchus)  |
|  |                           |

|  | Mungos                               |
|  |                                      |
|  | Liberia-Manguste (Liberiictis kuhni) |
|  |                                      |

|  | Zwergmangusten (Helogale) |
|  |                           |
|  | Kusimansen (Crossarchus)  |
|  |                           |

|  | Trugmanguste (Paracynictis selousi)  |
|  |                                      |
|  | Fuchsmanguste (Cynictis penicillata) |
|  |                                      |

|  | Meller-Manguste (Rhynchogale melleri) |
|  |                                       |
|  | Schwarzfußmangusten (Bdeogale)        |
|  |                                       |

|  | Trugmanguste (Paracynictis selousi)  |
|  |                                      |
|  | Fuchsmanguste (Cynictis penicillata) |
|  |                                      |

|  | Meller-Manguste (Rhynchogale melleri) |
|  |                                       |
|  | Schwarzfußmangusten (Bdeogale)        |
|  |                                       |

|  | Trugmanguste (Paracynictis selousi)  |
|  |                                      |
|  | Fuchsmanguste (Cynictis penicillata) |
|  |                                      |

|  | Meller-Manguste (Rhynchogale melleri) |
|  |                                       |
|  | Schwarzfußmangusten (Bdeogale)        |
|  |                                       |

|  | Trugmanguste (Paracynictis selousi)  |
|  |                                      |
|  | Fuchsmanguste (Cynictis penicillata) |
|  |                                      |

|  | Meller-Manguste (Rhynchogale melleri) |
|  |                                       |
|  | Schwarzfußmangusten (Bdeogale)        |
|  |                                       |

|  | Trugmanguste (Paracynictis selousi)  |
|  |                                      |
|  | Fuchsmanguste (Cynictis penicillata) |
|  |                                      |

|  | Meller-Manguste (Rhynchogale melleri) |
|  |                                       |
|  | Schwarzfußmangusten (Bdeogale)        |
|  |                                       |

|  | Trugmanguste (Paracynictis selousi)  |
|  |                                      |
|  | Fuchsmanguste (Cynictis penicillata) |
|  |                                      |

|  | Meller-Manguste (Rhynchogale melleri) |
|  |                                       |
|  | Schwarzfußmangusten (Bdeogale)        |
|  |                                       |

|  | Trugmanguste (Paracynictis selousi)  |
|  |                                      |
|  | Fuchsmanguste (Cynictis penicillata) |
|  |                                      |

|  | Meller-Manguste (Rhynchogale melleri) |
|  |                                       |
|  | Schwarzfußmangusten (Bdeogale)        |
|  |                                       |

|  | Trugmanguste (Paracynictis selousi)  |
|  |                                      |
|  | Fuchsmanguste (Cynictis penicillata) |
|  |                                      |

|  | Meller-Manguste (Rhynchogale melleri) |
|  |                                       |
|  | Schwarzfußmangusten (Bdeogale)        |
|  |                                       |

|  | \| \| Sumpfmanguste (Atilax paludinosus) \| \| \| \| \| \| Langnasenmanguste (Xenogale naso) \| \| \| \| |
|  | |
|  | Urva |
|  | |
|  | Sumpfmanguste (Atilax paludinosus)                                                                       |
|  | |
|  | Langnasenmanguste (Xenogale naso)                                                                        |
|  | |

|  | Sumpfmanguste (Atilax paludinosus) |
|  |                                    |
|  | Langnasenmanguste (Xenogale naso)  |
|  |                                    |

|  | Trugmanguste (Paracynictis selousi)  |
|  |                                      |
|  | Fuchsmanguste (Cynictis penicillata) |
|  |                                      |

|  | Meller-Manguste (Rhynchogale melleri) |
|  |                                       |
|  | Schwarzfußmangusten (Bdeogale)        |
|  |                                       |

|  | Trugmanguste (Paracynictis selousi)  |
|  |                                      |
|  | Fuchsmanguste (Cynictis penicillata) |
|  |                                      |

|  | Meller-Manguste (Rhynchogale melleri) |
|  |                                       |
|  | Schwarzfußmangusten (Bdeogale)        |
|  |                                       |

|  | Trugmanguste (Paracynictis selousi)  |
|  |                                      |
|  | Fuchsmanguste (Cynictis penicillata) |
|  |                                      |

|  | Meller-Manguste (Rhynchogale melleri) |
|  |                                       |
|  | Schwarzfußmangusten (Bdeogale)        |
|  |                                       |

|  | Trugmanguste (Paracynictis selousi)  |
|  |                                      |
|  | Fuchsmanguste (Cynictis penicillata) |
|  |                                      |

|  | Meller-Manguste (Rhynchogale melleri) |
|  |                                       |
|  | Schwarzfußmangusten (Bdeogale)        |
|  |                                       |

|  | Trugmanguste (Paracynictis selousi)  |
|  |                                      |
|  | Fuchsmanguste (Cynictis penicillata) |
|  |                                      |

|  | Meller-Manguste (Rhynchogale melleri) |
|  |                                       |
|  | Schwarzfußmangusten (Bdeogale)        |
|  |                                       |

|  | Trugmanguste (Paracynictis selousi)  |
|  |                                      |
|  | Fuchsmanguste (Cynictis penicillata) |
|  |                                      |

|  | Meller-Manguste (Rhynchogale melleri) |
|  |                                       |
|  | Schwarzfußmangusten (Bdeogale)        |
|  |                                       |

|  | Trugmanguste (Paracynictis selousi)  |
|  |                                      |
|  | Fuchsmanguste (Cynictis penicillata) |
|  |                                      |

|  | Meller-Manguste (Rhynchogale melleri) |
|  |                                       |
|  | Schwarzfußmangusten (Bdeogale)        |
|  |                                       |

|  | Trugmanguste (Paracynictis selousi)  |
|  |                                      |
|  | Fuchsmanguste (Cynictis penicillata) |
|  |                                      |

|  | Meller-Manguste (Rhynchogale melleri) |
|  |                                       |
|  | Schwarzfußmangusten (Bdeogale)        |
|  |                                       |

|  | \| \| Sumpfmanguste (Atilax paludinosus) \| \| \| \| \| \| Langnasenmanguste (Xenogale naso) \| \| \| \| |
|  | |
|  | Urva |
|  | |
|  | Sumpfmanguste (Atilax paludinosus)                                                                       |
|  | |
|  | Langnasenmanguste (Xenogale naso)                                                                        |
|  | |

|  | Sumpfmanguste (Atilax paludinosus) |
|  |                                    |
|  | Langnasenmanguste (Xenogale naso)  |
|  |                                    |

|  | Mungos                               |
|  |                                      |
|  | Liberia-Manguste (Liberiictis kuhni) |
|  |                                      |

|  | Zwergmangusten (Helogale) |
|  |                           |
|  | Kusimansen (Crossarchus)  |
|  |                           |

|  | Mungos                               |
|  |                                      |
|  | Liberia-Manguste (Liberiictis kuhni) |
|  |                                      |

|  | Zwergmangusten (Helogale) |
|  |                           |
|  | Kusimansen (Crossarchus)  |
|  |                           |

|  | Mungos                               |
|  |                                      |
|  | Liberia-Manguste (Liberiictis kuhni) |
|  |                                      |

|  | Zwergmangusten (Helogale) |
|  |                           |
|  | Kusimansen (Crossarchus)  |
|  |                           |

|  | Mungos                               |
|  |                                      |
|  | Liberia-Manguste (Liberiictis kuhni) |
|  |                                      |

|  | Zwergmangusten (Helogale) |
|  |                           |
|  | Kusimansen (Crossarchus)  |
|  |                           |

|  | Trugmanguste (Paracynictis selousi)  |
|  |                                      |
|  | Fuchsmanguste (Cynictis penicillata) |
|  |                                      |

|  | Meller-Manguste (Rhynchogale melleri) |
|  |                                       |
|  | Schwarzfußmangusten (Bdeogale)        |
|  |                                       |

|  | Trugmanguste (Paracynictis selousi)  |
|  |                                      |
|  | Fuchsmanguste (Cynictis penicillata) |
|  |                                      |

|  | Meller-Manguste (Rhynchogale melleri) |
|  |                                       |
|  | Schwarzfußmangusten (Bdeogale)        |
|  |                                       |

|  | Trugmanguste (Paracynictis selousi)  |
|  |                                      |
|  | Fuchsmanguste (Cynictis penicillata) |
|  |                                      |

|  | Meller-Manguste (Rhynchogale melleri) |
|  |                                       |
|  | Schwarzfußmangusten (Bdeogale)        |
|  |                                       |

|  | Trugmanguste (Paracynictis selousi)  |
|  |                                      |
|  | Fuchsmanguste (Cynictis penicillata) |
|  |                                      |

|  | Meller-Manguste (Rhynchogale melleri) |
|  |                                       |
|  | Schwarzfußmangusten (Bdeogale)        |
|  |                                       |

|  | Trugmanguste (Paracynictis selousi)  |
|  |                                      |
|  | Fuchsmanguste (Cynictis penicillata) |
|  |                                      |

|  | Meller-Manguste (Rhynchogale melleri) |
|  |                                       |
|  | Schwarzfußmangusten (Bdeogale)        |
|  |                                       |

|  | Trugmanguste (Paracynictis selousi)  |
|  |                                      |
|  | Fuchsmanguste (Cynictis penicillata) |
|  |                                      |

|  | Meller-Manguste (Rhynchogale melleri) |
|  |                                       |
|  | Schwarzfußmangusten (Bdeogale)        |
|  |                                       |

|  | Trugmanguste (Paracynictis selousi)  |
|  |                                      |
|  | Fuchsmanguste (Cynictis penicillata) |
|  |                                      |

|  | Meller-Manguste (Rhynchogale melleri) |
|  |                                       |
|  | Schwarzfußmangusten (Bdeogale)        |
|  |                                       |

|  | Trugmanguste (Paracynictis selousi)  |
|  |                                      |
|  | Fuchsmanguste (Cynictis penicillata) |
|  |                                      |

|  | Meller-Manguste (Rhynchogale melleri) |
|  |                                       |
|  | Schwarzfußmangusten (Bdeogale)        |
|  |                                       |

|  | \| \| Sumpfmanguste (Atilax paludinosus) \| \| \| \| \| \| Langnasenmanguste (Xenogale naso) \| \| \| \| |
|  | |
|  | Urva |
|  | |
|  | Sumpfmanguste (Atilax paludinosus)                                                                       |
|  | |
|  | Langnasenmanguste (Xenogale naso)                                                                        |
|  | |

|  | Sumpfmanguste (Atilax paludinosus) |
|  |                                    |
|  | Langnasenmanguste (Xenogale naso)  |
|  |                                    |

|  | Trugmanguste (Paracynictis selousi)  |
|  |                                      |
|  | Fuchsmanguste (Cynictis penicillata) |
|  |                                      |

|  | Meller-Manguste (Rhynchogale melleri) |
|  |                                       |
|  | Schwarzfußmangusten (Bdeogale)        |
|  |                                       |

|  | Trugmanguste (Paracynictis selousi)  |
|  |                                      |
|  | Fuchsmanguste (Cynictis penicillata) |
|  |                                      |

|  | Meller-Manguste (Rhynchogale melleri) |
|  |                                       |
|  | Schwarzfußmangusten (Bdeogale)        |
|  |                                       |

|  | Trugmanguste (Paracynictis selousi)  |
|  |                                      |
|  | Fuchsmanguste (Cynictis penicillata) |
|  |                                      |

|  | Meller-Manguste (Rhynchogale melleri) |
|  |                                       |
|  | Schwarzfußmangusten (Bdeogale)        |
|  |                                       |

|  | Trugmanguste (Paracynictis selousi)  |
|  |                                      |
|  | Fuchsmanguste (Cynictis penicillata) |
|  |                                      |

|  | Meller-Manguste (Rhynchogale melleri) |
|  |                                       |
|  | Schwarzfußmangusten (Bdeogale)        |
|  |                                       |

|  | Trugmanguste (Paracynictis selousi)  |
|  |                                      |
|  | Fuchsmanguste (Cynictis penicillata) |
|  |                                      |

|  | Meller-Manguste (Rhynchogale melleri) |
|  |                                       |
|  | Schwarzfußmangusten (Bdeogale)        |
|  |                                       |

|  | Trugmanguste (Paracynictis selousi)  |
|  |                                      |
|  | Fuchsmanguste (Cynictis penicillata) |
|  |                                      |

|  | Meller-Manguste (Rhynchogale melleri) |
|  |                                       |
|  | Schwarzfußmangusten (Bdeogale)        |
|  |                                       |

|  | Trugmanguste (Paracynictis selousi)  |
|  |                                      |
|  | Fuchsmanguste (Cynictis penicillata) |
|  |                                      |

|  | Meller-Manguste (Rhynchogale melleri) |
|  |                                       |
|  | Schwarzfußmangusten (Bdeogale)        |
|  |                                       |

|  | Trugmanguste (Paracynictis selousi)  |
|  |                                      |
|  | Fuchsmanguste (Cynictis penicillata) |
|  |                                      |

|  | Meller-Manguste (Rhynchogale melleri) |
|  |                                       |
|  | Schwarzfußmangusten (Bdeogale)        |
|  |                                       |

|  | \| \| Sumpfmanguste (Atilax paludinosus) \| \| \| \| \| \| Langnasenmanguste (Xenogale naso) \| \| \| \| |
|  | |
|  | Urva |
|  | |
|  | Sumpfmanguste (Atilax paludinosus)                                                                       |
|  | |
|  | Langnasenmanguste (Xenogale naso)                                                                        |
|  | |

|  | Sumpfmanguste (Atilax paludinosus) |
|  |                                    |
|  | Langnasenmanguste (Xenogale naso)  |
|  |                                    |

|  | Mungos                               |
|  |                                      |
|  | Liberia-Manguste (Liberiictis kuhni) |
|  |                                      |

|  | Zwergmangusten (Helogale) |
|  |                           |
|  | Kusimansen (Crossarchus)  |
|  |                           |

|  | Mungos                               |
|  |                                      |
|  | Liberia-Manguste (Liberiictis kuhni) |
|  |                                      |

|  | Zwergmangusten (Helogale) |
|  |                           |
|  | Kusimansen (Crossarchus)  |
|  |                           |

|  | Mungos                               |
|  |                                      |
|  | Liberia-Manguste (Liberiictis kuhni) |
|  |                                      |

|  | Zwergmangusten (Helogale) |
|  |                           |
|  | Kusimansen (Crossarchus)  |
|  |                           |

|  | Mungos                               |
|  |                                      |
|  | Liberia-Manguste (Liberiictis kuhni) |
|  |                                      |

|  | Zwergmangusten (Helogale) |
|  |                           |
|  | Kusimansen (Crossarchus)  |
|  |                           |

|  | Trugmanguste (Paracynictis selousi)  |
|  |                                      |
|  | Fuchsmanguste (Cynictis penicillata) |
|  |                                      |

|  | Meller-Manguste (Rhynchogale melleri) |
|  |                                       |
|  | Schwarzfußmangusten (Bdeogale)        |
|  |                                       |

|  | Trugmanguste (Paracynictis selousi)  |
|  |                                      |
|  | Fuchsmanguste (Cynictis penicillata) |
|  |                                      |

|  | Meller-Manguste (Rhynchogale melleri) |
|  |                                       |
|  | Schwarzfußmangusten (Bdeogale)        |
|  |                                       |

|  | Trugmanguste (Paracynictis selousi)  |
|  |                                      |
|  | Fuchsmanguste (Cynictis penicillata) |
|  |                                      |

|  | Meller-Manguste (Rhynchogale melleri) |
|  |                                       |
|  | Schwarzfußmangusten (Bdeogale)        |
|  |                                       |

|  | Trugmanguste (Paracynictis selousi)  |
|  |                                      |
|  | Fuchsmanguste (Cynictis penicillata) |
|  |                                      |

|  | Meller-Manguste (Rhynchogale melleri) |
|  |                                       |
|  | Schwarzfußmangusten (Bdeogale)        |
|  |                                       |

|  | Trugmanguste (Paracynictis selousi)  |
|  |                                      |
|  | Fuchsmanguste (Cynictis penicillata) |
|  |                                      |

|  | Meller-Manguste (Rhynchogale melleri) |
|  |                                       |
|  | Schwarzfußmangusten (Bdeogale)        |
|  |                                       |

|  | Trugmanguste (Paracynictis selousi)  |
|  |                                      |
|  | Fuchsmanguste (Cynictis penicillata) |
|  |                                      |

|  | Meller-Manguste (Rhynchogale melleri) |
|  |                                       |
|  | Schwarzfußmangusten (Bdeogale)        |
|  |                                       |

|  | Trugmanguste (Paracynictis selousi)  |
|  |                                      |
|  | Fuchsmanguste (Cynictis penicillata) |
|  |                                      |

|  | Meller-Manguste (Rhynchogale melleri) |
|  |                                       |
|  | Schwarzfußmangusten (Bdeogale)        |
|  |                                       |

|  | Trugmanguste (Paracynictis selousi)  |
|  |                                      |
|  | Fuchsmanguste (Cynictis penicillata) |
|  |                                      |

|  | Meller-Manguste (Rhynchogale melleri) |
|  |                                       |
|  | Schwarzfußmangusten (Bdeogale)        |
|  |                                       |

|  | \| \| Sumpfmanguste (Atilax paludinosus) \| \| \| \| \| \| Langnasenmanguste (Xenogale naso) \| \| \| \| |
|  | |
|  | Urva |
|  | |
|  | Sumpfmanguste (Atilax paludinosus)                                                                       |
|  | |
|  | Langnasenmanguste (Xenogale naso)                                                                        |
|  | |

|  | Sumpfmanguste (Atilax paludinosus) |
|  |                                    |
|  | Langnasenmanguste (Xenogale naso)  |
|  |                                    |

|  | Trugmanguste (Paracynictis selousi)  |
|  |                                      |
|  | Fuchsmanguste (Cynictis penicillata) |
|  |                                      |

|  | Meller-Manguste (Rhynchogale melleri) |
|  |                                       |
|  | Schwarzfußmangusten (Bdeogale)        |
|  |                                       |

|  | Trugmanguste (Paracynictis selousi)  |
|  |                                      |
|  | Fuchsmanguste (Cynictis penicillata) |
|  |                                      |

|  | Meller-Manguste (Rhynchogale melleri) |
|  |                                       |
|  | Schwarzfußmangusten (Bdeogale)        |
|  |                                       |

|  | Trugmanguste (Paracynictis selousi)  |
|  |                                      |
|  | Fuchsmanguste (Cynictis penicillata) |
|  |                                      |

|  | Meller-Manguste (Rhynchogale melleri) |
|  |                                       |
|  | Schwarzfußmangusten (Bdeogale)        |
|  |                                       |

|  | Trugmanguste (Paracynictis selousi)  |
|  |                                      |
|  | Fuchsmanguste (Cynictis penicillata) |
|  |                                      |

|  | Meller-Manguste (Rhynchogale melleri) |
|  |                                       |
|  | Schwarzfußmangusten (Bdeogale)        |
|  |                                       |

|  | Trugmanguste (Paracynictis selousi)  |
|  |                                      |
|  | Fuchsmanguste (Cynictis penicillata) |
|  |                                      |

|  | Meller-Manguste (Rhynchogale melleri) |
|  |                                       |
|  | Schwarzfußmangusten (Bdeogale)        |
|  |                                       |

|  | Trugmanguste (Paracynictis selousi)  |
|  |                                      |
|  | Fuchsmanguste (Cynictis penicillata) |
|  |                                      |

|  | Meller-Manguste (Rhynchogale melleri) |
|  |                                       |
|  | Schwarzfußmangusten (Bdeogale)        |
|  |                                       |

|  | Trugmanguste (Paracynictis selousi)  |
|  |                                      |
|  | Fuchsmanguste (Cynictis penicillata) |
|  |                                      |

|  | Meller-Manguste (Rhynchogale melleri) |
|  |                                       |
|  | Schwarzfußmangusten (Bdeogale)        |
|  |                                       |

|  | Trugmanguste (Paracynictis selousi)  |
|  |                                      |
|  | Fuchsmanguste (Cynictis penicillata) |
|  |                                      |

|  | Meller-Manguste (Rhynchogale melleri) |
|  |                                       |
|  | Schwarzfußmangusten (Bdeogale)        |
|  |                                       |

|  | \| \| Sumpfmanguste (Atilax paludinosus) \| \| \| \| \| \| Langnasenmanguste (Xenogale naso) \| \| \| \| |
|  | |
|  | Urva |
|  | |
|  | Sumpfmanguste (Atilax paludinosus)                                                                       |
|  | |
|  | Langnasenmanguste (Xenogale naso)                                                                        |
|  | |

|  | Sumpfmanguste (Atilax paludinosus) |
|  |                                    |
|  | Langnasenmanguste (Xenogale naso)  |
|  |                                    |

|  | Mungos                               |
|  |                                      |
|  | Liberia-Manguste (Liberiictis kuhni) |
|  |                                      |

|  | Zwergmangusten (Helogale) |
|  |                           |
|  | Kusimansen (Crossarchus)  |
|  |                           |

|  | Mungos                               |
|  |                                      |
|  | Liberia-Manguste (Liberiictis kuhni) |
|  |                                      |

|  | Zwergmangusten (Helogale) |
|  |                           |
|  | Kusimansen (Crossarchus)  |
|  |                           |

|  | Mungos                               |
|  |                                      |
|  | Liberia-Manguste (Liberiictis kuhni) |
|  |                                      |

|  | Zwergmangusten (Helogale) |
|  |                           |
|  | Kusimansen (Crossarchus)  |
|  |                           |

|  | Mungos                               |
|  |                                      |
|  | Liberia-Manguste (Liberiictis kuhni) |
|  |                                      |

|  | Zwergmangusten (Helogale) |
|  |                           |
|  | Kusimansen (Crossarchus)  |
|  |                           |

|  | Trugmanguste (Paracynictis selousi)  |
|  |                                      |
|  | Fuchsmanguste (Cynictis penicillata) |
|  |                                      |

|  | Meller-Manguste (Rhynchogale melleri) |
|  |                                       |
|  | Schwarzfußmangusten (Bdeogale)        |
|  |                                       |

|  | Trugmanguste (Paracynictis selousi)  |
|  |                                      |
|  | Fuchsmanguste (Cynictis penicillata) |
|  |                                      |

|  | Meller-Manguste (Rhynchogale melleri) |
|  |                                       |
|  | Schwarzfußmangusten (Bdeogale)        |
|  |                                       |

|  | Trugmanguste (Paracynictis selousi)  |
|  |                                      |
|  | Fuchsmanguste (Cynictis penicillata) |
|  |                                      |

|  | Meller-Manguste (Rhynchogale melleri) |
|  |                                       |
|  | Schwarzfußmangusten (Bdeogale)        |
|  |                                       |

|  | Trugmanguste (Paracynictis selousi)  |
|  |                                      |
|  | Fuchsmanguste (Cynictis penicillata) |
|  |                                      |

|  | Meller-Manguste (Rhynchogale melleri) |
|  |                                       |
|  | Schwarzfußmangusten (Bdeogale)        |
|  |                                       |

|  | Trugmanguste (Paracynictis selousi)  |
|  |                                      |
|  | Fuchsmanguste (Cynictis penicillata) |
|  |                                      |

|  | Meller-Manguste (Rhynchogale melleri) |
|  |                                       |
|  | Schwarzfußmangusten (Bdeogale)        |
|  |                                       |

|  | Trugmanguste (Paracynictis selousi)  |
|  |                                      |
|  | Fuchsmanguste (Cynictis penicillata) |
|  |                                      |

|  | Meller-Manguste (Rhynchogale melleri) |
|  |                                       |
|  | Schwarzfußmangusten (Bdeogale)        |
|  |                                       |

|  | Trugmanguste (Paracynictis selousi)  |
|  |                                      |
|  | Fuchsmanguste (Cynictis penicillata) |
|  |                                      |

|  | Meller-Manguste (Rhynchogale melleri) |
|  |                                       |
|  | Schwarzfußmangusten (Bdeogale)        |
|  |                                       |

|  | Trugmanguste (Paracynictis selousi)  |
|  |                                      |
|  | Fuchsmanguste (Cynictis penicillata) |
|  |                                      |

|  | Meller-Manguste (Rhynchogale melleri) |
|  |                                       |
|  | Schwarzfußmangusten (Bdeogale)        |
|  |                                       |

|  | \| \| Sumpfmanguste (Atilax paludinosus) \| \| \| \| \| \| Langnasenmanguste (Xenogale naso) \| \| \| \| |
|  | |
|  | Urva |
|  | |
|  | Sumpfmanguste (Atilax paludinosus)                                                                       |
|  | |
|  | Langnasenmanguste (Xenogale naso)                                                                        |
|  | |

|  | Sumpfmanguste (Atilax paludinosus) |
|  |                                    |
|  | Langnasenmanguste (Xenogale naso)  |
|  |                                    |

|  | Trugmanguste (Paracynictis selousi)  |
|  |                                      |
|  | Fuchsmanguste (Cynictis penicillata) |
|  |                                      |

|  | Meller-Manguste (Rhynchogale melleri) |
|  |                                       |
|  | Schwarzfußmangusten (Bdeogale)        |
|  |                                       |

|  | Trugmanguste (Paracynictis selousi)  |
|  |                                      |
|  | Fuchsmanguste (Cynictis penicillata) |
|  |                                      |

|  | Meller-Manguste (Rhynchogale melleri) |
|  |                                       |
|  | Schwarzfußmangusten (Bdeogale)        |
|  |                                       |

|  | Trugmanguste (Paracynictis selousi)  |
|  |                                      |
|  | Fuchsmanguste (Cynictis penicillata) |
|  |                                      |

|  | Meller-Manguste (Rhynchogale melleri) |
|  |                                       |
|  | Schwarzfußmangusten (Bdeogale)        |
|  |                                       |

|  | Trugmanguste (Paracynictis selousi)  |
|  |                                      |
|  | Fuchsmanguste (Cynictis penicillata) |
|  |                                      |

|  | Meller-Manguste (Rhynchogale melleri) |
|  |                                       |
|  | Schwarzfußmangusten (Bdeogale)        |
|  |                                       |

|  | Trugmanguste (Paracynictis selousi)  |
|  |                                      |
|  | Fuchsmanguste (Cynictis penicillata) |
|  |                                      |

|  | Meller-Manguste (Rhynchogale melleri) |
|  |                                       |
|  | Schwarzfußmangusten (Bdeogale)        |
|  |                                       |

|  | Trugmanguste (Paracynictis selousi)  |
|  |                                      |
|  | Fuchsmanguste (Cynictis penicillata) |
|  |                                      |

|  | Meller-Manguste (Rhynchogale melleri) |
|  |                                       |
|  | Schwarzfußmangusten (Bdeogale)        |
|  |                                       |

|  | Trugmanguste (Paracynictis selousi)  |
|  |                                      |
|  | Fuchsmanguste (Cynictis penicillata) |
|  |                                      |

|  | Meller-Manguste (Rhynchogale melleri) |
|  |                                       |
|  | Schwarzfußmangusten (Bdeogale)        |
|  |                                       |

|  | Trugmanguste (Paracynictis selousi)  |
|  |                                      |
|  | Fuchsmanguste (Cynictis penicillata) |
|  |                                      |

|  | Meller-Manguste (Rhynchogale melleri) |
|  |                                       |
|  | Schwarzfußmangusten (Bdeogale)        |
|  |                                       |

|  | \| \| Sumpfmanguste (Atilax paludinosus) \| \| \| \| \| \| Langnasenmanguste (Xenogale naso) \| \| \| \| |
|  | |
|  | Urva |
|  | |
|  | Sumpfmanguste (Atilax paludinosus)                                                                       |
|  | |
|  | Langnasenmanguste (Xenogale naso)                                                                        |
|  | |

|  | Sumpfmanguste (Atilax paludinosus) |
|  |                                    |
|  | Langnasenmanguste (Xenogale naso)  |
|  |                                    |

|  | Mungos                               |
|  |                                      |
|  | Liberia-Manguste (Liberiictis kuhni) |
|  |                                      |

|  | Zwergmangusten (Helogale) |
|  |                           |
|  | Kusimansen (Crossarchus)  |
|  |                           |

|  | Mungos                               |
|  |                                      |
|  | Liberia-Manguste (Liberiictis kuhni) |
|  |                                      |

|  | Zwergmangusten (Helogale) |
|  |                           |
|  | Kusimansen (Crossarchus)  |
|  |                           |

|  | Mungos                               |
|  |                                      |
|  | Liberia-Manguste (Liberiictis kuhni) |
|  |                                      |

|  | Zwergmangusten (Helogale) |
|  |                           |
|  | Kusimansen (Crossarchus)  |
|  |                           |

|  | Mungos                               |
|  |                                      |
|  | Liberia-Manguste (Liberiictis kuhni) |
|  |                                      |

|  | Zwergmangusten (Helogale) |
|  |                           |
|  | Kusimansen (Crossarchus)  |
|  |                           |

|  | Trugmanguste (Paracynictis selousi)  |
|  |                                      |
|  | Fuchsmanguste (Cynictis penicillata) |
|  |                                      |

|  | Meller-Manguste (Rhynchogale melleri) |
|  |                                       |
|  | Schwarzfußmangusten (Bdeogale)        |
|  |                                       |

|  | Trugmanguste (Paracynictis selousi)  |
|  |                                      |
|  | Fuchsmanguste (Cynictis penicillata) |
|  |                                      |

|  | Meller-Manguste (Rhynchogale melleri) |
|  |                                       |
|  | Schwarzfußmangusten (Bdeogale)        |
|  |                                       |

|  | Trugmanguste (Paracynictis selousi)  |
|  |                                      |
|  | Fuchsmanguste (Cynictis penicillata) |
|  |                                      |

|  | Meller-Manguste (Rhynchogale melleri) |
|  |                                       |
|  | Schwarzfußmangusten (Bdeogale)        |
|  |                                       |

|  | Trugmanguste (Paracynictis selousi)  |
|  |                                      |
|  | Fuchsmanguste (Cynictis penicillata) |
|  |                                      |

|  | Meller-Manguste (Rhynchogale melleri) |
|  |                                       |
|  | Schwarzfußmangusten (Bdeogale)        |
|  |                                       |

|  | Trugmanguste (Paracynictis selousi)  |
|  |                                      |
|  | Fuchsmanguste (Cynictis penicillata) |
|  |                                      |

|  | Meller-Manguste (Rhynchogale melleri) |
|  |                                       |
|  | Schwarzfußmangusten (Bdeogale)        |
|  |                                       |

|  | Trugmanguste (Paracynictis selousi)  |
|  |                                      |
|  | Fuchsmanguste (Cynictis penicillata) |
|  |                                      |

|  | Meller-Manguste (Rhynchogale melleri) |
|  |                                       |
|  | Schwarzfußmangusten (Bdeogale)        |
|  |                                       |

|  | Trugmanguste (Paracynictis selousi)  |
|  |                                      |
|  | Fuchsmanguste (Cynictis penicillata) |
|  |                                      |

|  | Meller-Manguste (Rhynchogale melleri) |
|  |                                       |
|  | Schwarzfußmangusten (Bdeogale)        |
|  |                                       |

|  | Trugmanguste (Paracynictis selousi)  |
|  |                                      |
|  | Fuchsmanguste (Cynictis penicillata) |
|  |                                      |

|  | Meller-Manguste (Rhynchogale melleri) |
|  |                                       |
|  | Schwarzfußmangusten (Bdeogale)        |
|  |                                       |

|  | \| \| Sumpfmanguste (Atilax paludinosus) \| \| \| \| \| \| Langnasenmanguste (Xenogale naso) \| \| \| \| |
|  | |
|  | Urva |
|  | |
|  | Sumpfmanguste (Atilax paludinosus)                                                                       |
|  | |
|  | Langnasenmanguste (Xenogale naso)                                                                        |
|  | |

|  | Sumpfmanguste (Atilax paludinosus) |
|  |                                    |
|  | Langnasenmanguste (Xenogale naso)  |
|  |                                    |

|  | Trugmanguste (Paracynictis selousi)  |
|  |                                      |
|  | Fuchsmanguste (Cynictis penicillata) |
|  |                                      |

|  | Meller-Manguste (Rhynchogale melleri) |
|  |                                       |
|  | Schwarzfußmangusten (Bdeogale)        |
|  |                                       |

|  | Trugmanguste (Paracynictis selousi)  |
|  |                                      |
|  | Fuchsmanguste (Cynictis penicillata) |
|  |                                      |

|  | Meller-Manguste (Rhynchogale melleri) |
|  |                                       |
|  | Schwarzfußmangusten (Bdeogale)        |
|  |                                       |

|  | Trugmanguste (Paracynictis selousi)  |
|  |                                      |
|  | Fuchsmanguste (Cynictis penicillata) |
|  |                                      |

|  | Meller-Manguste (Rhynchogale melleri) |
|  |                                       |
|  | Schwarzfußmangusten (Bdeogale)        |
|  |                                       |

|  | Trugmanguste (Paracynictis selousi)  |
|  |                                      |
|  | Fuchsmanguste (Cynictis penicillata) |
|  |                                      |

|  | Meller-Manguste (Rhynchogale melleri) |
|  |                                       |
|  | Schwarzfußmangusten (Bdeogale)        |
|  |                                       |

|  | Trugmanguste (Paracynictis selousi)  |
|  |                                      |
|  | Fuchsmanguste (Cynictis penicillata) |
|  |                                      |

|  | Meller-Manguste (Rhynchogale melleri) |
|  |                                       |
|  | Schwarzfußmangusten (Bdeogale)        |
|  |                                       |

|  | Trugmanguste (Paracynictis selousi)  |
|  |                                      |
|  | Fuchsmanguste (Cynictis penicillata) |
|  |                                      |

|  | Meller-Manguste (Rhynchogale melleri) |
|  |                                       |
|  | Schwarzfußmangusten (Bdeogale)        |
|  |                                       |

|  | Trugmanguste (Paracynictis selousi)  |
|  |                                      |
|  | Fuchsmanguste (Cynictis penicillata) |
|  |                                      |

|  | Meller-Manguste (Rhynchogale melleri) |
|  |                                       |
|  | Schwarzfußmangusten (Bdeogale)        |
|  |                                       |

|  | Trugmanguste (Paracynictis selousi)  |
|  |                                      |
|  | Fuchsmanguste (Cynictis penicillata) |
|  |                                      |

|  | Meller-Manguste (Rhynchogale melleri) |
|  |                                       |
|  | Schwarzfußmangusten (Bdeogale)        |
|  |                                       |

|  | \| \| Sumpfmanguste (Atilax paludinosus) \| \| \| \| \| \| Langnasenmanguste (Xenogale naso) \| \| \| \| |
|  | |
|  | Urva |
|  | |
|  | Sumpfmanguste (Atilax paludinosus)                                                                       |
|  | |
|  | Langnasenmanguste (Xenogale naso)                                                                        |
|  | |

|  | Sumpfmanguste (Atilax paludinosus) |
|  |                                    |
|  | Langnasenmanguste (Xenogale naso)  |
|  |                                    |

|  | Mungos                               |
|  |                                      |
|  | Liberia-Manguste (Liberiictis kuhni) |
|  |                                      |

|  | Zwergmangusten (Helogale) |
|  |                           |
|  | Kusimansen (Crossarchus)  |
|  |                           |

|  | Mungos                               |
|  |                                      |
|  | Liberia-Manguste (Liberiictis kuhni) |
|  |                                      |

|  | Zwergmangusten (Helogale) |
|  |                           |
|  | Kusimansen (Crossarchus)  |
|  |                           |

|  | Mungos                               |
|  |                                      |
|  | Liberia-Manguste (Liberiictis kuhni) |
|  |                                      |

|  | Zwergmangusten (Helogale) |
|  |                           |
|  | Kusimansen (Crossarchus)  |
|  |                           |

|  | Mungos                               |
|  |                                      |
|  | Liberia-Manguste (Liberiictis kuhni) |
|  |                                      |

|  | Zwergmangusten (Helogale) |
|  |                           |
|  | Kusimansen (Crossarchus)  |
|  |                           |

|  | Trugmanguste (Paracynictis selousi)  |
|  |                                      |
|  | Fuchsmanguste (Cynictis penicillata) |
|  |                                      |

|  | Meller-Manguste (Rhynchogale melleri) |
|  |                                       |
|  | Schwarzfußmangusten (Bdeogale)        |
|  |                                       |

|  | Trugmanguste (Paracynictis selousi)  |
|  |                                      |
|  | Fuchsmanguste (Cynictis penicillata) |
|  |                                      |

|  | Meller-Manguste (Rhynchogale melleri) |
|  |                                       |
|  | Schwarzfußmangusten (Bdeogale)        |
|  |                                       |

|  | Trugmanguste (Paracynictis selousi)  |
|  |                                      |
|  | Fuchsmanguste (Cynictis penicillata) |
|  |                                      |

|  | Meller-Manguste (Rhynchogale melleri) |
|  |                                       |
|  | Schwarzfußmangusten (Bdeogale)        |
|  |                                       |

|  | Trugmanguste (Paracynictis selousi)  |
|  |                                      |
|  | Fuchsmanguste (Cynictis penicillata) |
|  |                                      |

|  | Meller-Manguste (Rhynchogale melleri) |
|  |                                       |
|  | Schwarzfußmangusten (Bdeogale)        |
|  |                                       |

|  | Trugmanguste (Paracynictis selousi)  |
|  |                                      |
|  | Fuchsmanguste (Cynictis penicillata) |
|  |                                      |

|  | Meller-Manguste (Rhynchogale melleri) |
|  |                                       |
|  | Schwarzfußmangusten (Bdeogale)        |
|  |                                       |

|  | Trugmanguste (Paracynictis selousi)  |
|  |                                      |
|  | Fuchsmanguste (Cynictis penicillata) |
|  |                                      |

|  | Meller-Manguste (Rhynchogale melleri) |
|  |                                       |
|  | Schwarzfußmangusten (Bdeogale)        |
|  |                                       |

|  | Trugmanguste (Paracynictis selousi)  |
|  |                                      |
|  | Fuchsmanguste (Cynictis penicillata) |
|  |                                      |

|  | Meller-Manguste (Rhynchogale melleri) |
|  |                                       |
|  | Schwarzfußmangusten (Bdeogale)        |
|  |                                       |

|  | Trugmanguste (Paracynictis selousi)  |
|  |                                      |
|  | Fuchsmanguste (Cynictis penicillata) |
|  |                                      |

|  | Meller-Manguste (Rhynchogale melleri) |
|  |                                       |
|  | Schwarzfußmangusten (Bdeogale)        |
|  |                                       |

|  | \| \| Sumpfmanguste (Atilax paludinosus) \| \| \| \| \| \| Langnasenmanguste (Xenogale naso) \| \| \| \| |
|  | |
|  | Urva |
|  | |
|  | Sumpfmanguste (Atilax paludinosus)                                                                       |
|  | |
|  | Langnasenmanguste (Xenogale naso)                                                                        |
|  | |

|  | Sumpfmanguste (Atilax paludinosus) |
|  |                                    |
|  | Langnasenmanguste (Xenogale naso)  |
|  |                                    |

|  | Trugmanguste (Paracynictis selousi)  |
|  |                                      |
|  | Fuchsmanguste (Cynictis penicillata) |
|  |                                      |

|  | Meller-Manguste (Rhynchogale melleri) |
|  |                                       |
|  | Schwarzfußmangusten (Bdeogale)        |
|  |                                       |

|  | Trugmanguste (Paracynictis selousi)  |
|  |                                      |
|  | Fuchsmanguste (Cynictis penicillata) |
|  |                                      |

|  | Meller-Manguste (Rhynchogale melleri) |
|  |                                       |
|  | Schwarzfußmangusten (Bdeogale)        |
|  |                                       |

|  | Trugmanguste (Paracynictis selousi)  |
|  |                                      |
|  | Fuchsmanguste (Cynictis penicillata) |
|  |                                      |

|  | Meller-Manguste (Rhynchogale melleri) |
|  |                                       |
|  | Schwarzfußmangusten (Bdeogale)        |
|  |                                       |

|  | Trugmanguste (Paracynictis selousi)  |
|  |                                      |
|  | Fuchsmanguste (Cynictis penicillata) |
|  |                                      |

|  | Meller-Manguste (Rhynchogale melleri) |
|  |                                       |
|  | Schwarzfußmangusten (Bdeogale)        |
|  |                                       |

|  | Trugmanguste (Paracynictis selousi)  |
|  |                                      |
|  | Fuchsmanguste (Cynictis penicillata) |
|  |                                      |

|  | Meller-Manguste (Rhynchogale melleri) |
|  |                                       |
|  | Schwarzfußmangusten (Bdeogale)        |
|  |                                       |

|  | Trugmanguste (Paracynictis selousi)  |
|  |                                      |
|  | Fuchsmanguste (Cynictis penicillata) |
|  |                                      |

|  | Meller-Manguste (Rhynchogale melleri) |
|  |                                       |
|  | Schwarzfußmangusten (Bdeogale)        |
|  |                                       |

|  | Trugmanguste (Paracynictis selousi)  |
|  |                                      |
|  | Fuchsmanguste (Cynictis penicillata) |
|  |                                      |

|  | Meller-Manguste (Rhynchogale melleri) |
|  |                                       |
|  | Schwarzfußmangusten (Bdeogale)        |
|  |                                       |

|  | Trugmanguste (Paracynictis selousi)  |
|  |                                      |
|  | Fuchsmanguste (Cynictis penicillata) |
|  |                                      |

|  | Meller-Manguste (Rhynchogale melleri) |
|  |                                       |
|  | Schwarzfußmangusten (Bdeogale)        |
|  |                                       |

|  | \| \| Sumpfmanguste (Atilax paludinosus) \| \| \| \| \| \| Langnasenmanguste (Xenogale naso) \| \| \| \| |
|  | |
|  | Urva |
|  | |
|  | Sumpfmanguste (Atilax paludinosus)                                                                       |
|  | |
|  | Langnasenmanguste (Xenogale naso)                                                                        |
|  | |

|  | Sumpfmanguste (Atilax paludinosus) |
|  |                                    |
|  | Langnasenmanguste (Xenogale naso)  |
|  |                                    |

|  | Mungos                               |
|  |                                      |
|  | Liberia-Manguste (Liberiictis kuhni) |
|  |                                      |

|  | Zwergmangusten (Helogale) |
|  |                           |
|  | Kusimansen (Crossarchus)  |
|  |                           |

|  | Mungos                               |
|  |                                      |
|  | Liberia-Manguste (Liberiictis kuhni) |
|  |                                      |

|  | Zwergmangusten (Helogale) |
|  |                           |
|  | Kusimansen (Crossarchus)  |
|  |                           |

|  | Mungos                               |
|  |                                      |
|  | Liberia-Manguste (Liberiictis kuhni) |
|  |                                      |

|  | Zwergmangusten (Helogale) |
|  |                           |
|  | Kusimansen (Crossarchus)  |
|  |                           |

|  | Mungos                               |
|  |                                      |
|  | Liberia-Manguste (Liberiictis kuhni) |
|  |                                      |

|  | Zwergmangusten (Helogale) |
|  |                           |
|  | Kusimansen (Crossarchus)  |
|  |                           |

|  | Trugmanguste (Paracynictis selousi)  |
|  |                                      |
|  | Fuchsmanguste (Cynictis penicillata) |
|  |                                      |

|  | Meller-Manguste (Rhynchogale melleri) |
|  |                                       |
|  | Schwarzfußmangusten (Bdeogale)        |
|  |                                       |

|  | Trugmanguste (Paracynictis selousi)  |
|  |                                      |
|  | Fuchsmanguste (Cynictis penicillata) |
|  |                                      |

|  | Meller-Manguste (Rhynchogale melleri) |
|  |                                       |
|  | Schwarzfußmangusten (Bdeogale)        |
|  |                                       |

|  | Trugmanguste (Paracynictis selousi)  |
|  |                                      |
|  | Fuchsmanguste (Cynictis penicillata) |
|  |                                      |

|  | Meller-Manguste (Rhynchogale melleri) |
|  |                                       |
|  | Schwarzfußmangusten (Bdeogale)        |
|  |                                       |

|  | Trugmanguste (Paracynictis selousi)  |
|  |                                      |
|  | Fuchsmanguste (Cynictis penicillata) |
|  |                                      |

|  | Meller-Manguste (Rhynchogale melleri) |
|  |                                       |
|  | Schwarzfußmangusten (Bdeogale)        |
|  |                                       |

|  | Trugmanguste (Paracynictis selousi)  |
|  |                                      |
|  | Fuchsmanguste (Cynictis penicillata) |
|  |                                      |

|  | Meller-Manguste (Rhynchogale melleri) |
|  |                                       |
|  | Schwarzfußmangusten (Bdeogale)        |
|  |                                       |

|  | Trugmanguste (Paracynictis selousi)  |
|  |                                      |
|  | Fuchsmanguste (Cynictis penicillata) |
|  |                                      |

|  | Meller-Manguste (Rhynchogale melleri) |
|  |                                       |
|  | Schwarzfußmangusten (Bdeogale)        |
|  |                                       |

|  | Trugmanguste (Paracynictis selousi)  |
|  |                                      |
|  | Fuchsmanguste (Cynictis penicillata) |
|  |                                      |

|  | Meller-Manguste (Rhynchogale melleri) |
|  |                                       |
|  | Schwarzfußmangusten (Bdeogale)        |
|  |                                       |

|  | Trugmanguste (Paracynictis selousi)  |
|  |                                      |
|  | Fuchsmanguste (Cynictis penicillata) |
|  |                                      |

|  | Meller-Manguste (Rhynchogale melleri) |
|  |                                       |
|  | Schwarzfußmangusten (Bdeogale)        |
|  |                                       |

|  | \| \| Sumpfmanguste (Atilax paludinosus) \| \| \| \| \| \| Langnasenmanguste (Xenogale naso) \| \| \| \| |
|  | |
|  | Urva |
|  | |
|  | Sumpfmanguste (Atilax paludinosus)                                                                       |
|  | |
|  | Langnasenmanguste (Xenogale naso)                                                                        |
|  | |

|  | Sumpfmanguste (Atilax paludinosus) |
|  |                                    |
|  | Langnasenmanguste (Xenogale naso)  |
|  |                                    |

|  | Trugmanguste (Paracynictis selousi)  |
|  |                                      |
|  | Fuchsmanguste (Cynictis penicillata) |
|  |                                      |

|  | Meller-Manguste (Rhynchogale melleri) |
|  |                                       |
|  | Schwarzfußmangusten (Bdeogale)        |
|  |                                       |

|  | Trugmanguste (Paracynictis selousi)  |
|  |                                      |
|  | Fuchsmanguste (Cynictis penicillata) |
|  |                                      |

|  | Meller-Manguste (Rhynchogale melleri) |
|  |                                       |
|  | Schwarzfußmangusten (Bdeogale)        |
|  |                                       |

|  | Trugmanguste (Paracynictis selousi)  |
|  |                                      |
|  | Fuchsmanguste (Cynictis penicillata) |
|  |                                      |

|  | Meller-Manguste (Rhynchogale melleri) |
|  |                                       |
|  | Schwarzfußmangusten (Bdeogale)        |
|  |                                       |

|  | Trugmanguste (Paracynictis selousi)  |
|  |                                      |
|  | Fuchsmanguste (Cynictis penicillata) |
|  |                                      |

|  | Meller-Manguste (Rhynchogale melleri) |
|  |                                       |
|  | Schwarzfußmangusten (Bdeogale)        |
|  |                                       |

|  | Trugmanguste (Paracynictis selousi)  |
|  |                                      |
|  | Fuchsmanguste (Cynictis penicillata) |
|  |                                      |

|  | Meller-Manguste (Rhynchogale melleri) |
|  |                                       |
|  | Schwarzfußmangusten (Bdeogale)        |
|  |                                       |

|  | Trugmanguste (Paracynictis selousi)  |
|  |                                      |
|  | Fuchsmanguste (Cynictis penicillata) |
|  |                                      |

|  | Meller-Manguste (Rhynchogale melleri) |
|  |                                       |
|  | Schwarzfußmangusten (Bdeogale)        |
|  |                                       |

|  | Trugmanguste (Paracynictis selousi)  |
|  |                                      |
|  | Fuchsmanguste (Cynictis penicillata) |
|  |                                      |

|  | Meller-Manguste (Rhynchogale melleri) |
|  |                                       |
|  | Schwarzfußmangusten (Bdeogale)        |
|  |                                       |

|  | Trugmanguste (Paracynictis selousi)  |
|  |                                      |
|  | Fuchsmanguste (Cynictis penicillata) |
|  |                                      |

|  | Meller-Manguste (Rhynchogale melleri) |
|  |                                       |
|  | Schwarzfußmangusten (Bdeogale)        |
|  |                                       |

|  | \| \| Sumpfmanguste (Atilax paludinosus) \| \| \| \| \| \| Langnasenmanguste (Xenogale naso) \| \| \| \| |
|  | |
|  | Urva |
|  | |
|  | Sumpfmanguste (Atilax paludinosus)                                                                       |
|  | |
|  | Langnasenmanguste (Xenogale naso)                                                                        |
|  | |

|  | Sumpfmanguste (Atilax paludinosus) |
|  |                                    |
|  | Langnasenmanguste (Xenogale naso)  |
|  |                                    |

|  | Mungos                               |
|  |                                      |
|  | Liberia-Manguste (Liberiictis kuhni) |
|  |                                      |

|  | Zwergmangusten (Helogale) |
|  |                           |
|  | Kusimansen (Crossarchus)  |
|  |                           |

|  | Mungos                               |
|  |                                      |
|  | Liberia-Manguste (Liberiictis kuhni) |
|  |                                      |

|  | Zwergmangusten (Helogale) |
|  |                           |
|  | Kusimansen (Crossarchus)  |
|  |                           |

|  | Mungos                               |
|  |                                      |
|  | Liberia-Manguste (Liberiictis kuhni) |
|  |                                      |

|  | Zwergmangusten (Helogale) |
|  |                           |
|  | Kusimansen (Crossarchus)  |
|  |                           |

|  | Mungos                               |
|  |                                      |
|  | Liberia-Manguste (Liberiictis kuhni) |
|  |                                      |

|  | Zwergmangusten (Helogale) |
|  |                           |
|  | Kusimansen (Crossarchus)  |
|  |                           |

|  | Trugmanguste (Paracynictis selousi)  |
|  |                                      |
|  | Fuchsmanguste (Cynictis penicillata) |
|  |                                      |

|  | Meller-Manguste (Rhynchogale melleri) |
|  |                                       |
|  | Schwarzfußmangusten (Bdeogale)        |
|  |                                       |

|  | Trugmanguste (Paracynictis selousi)  |
|  |                                      |
|  | Fuchsmanguste (Cynictis penicillata) |
|  |                                      |

|  | Meller-Manguste (Rhynchogale melleri) |
|  |                                       |
|  | Schwarzfußmangusten (Bdeogale)        |
|  |                                       |

|  | Trugmanguste (Paracynictis selousi)  |
|  |                                      |
|  | Fuchsmanguste (Cynictis penicillata) |
|  |                                      |

|  | Meller-Manguste (Rhynchogale melleri) |
|  |                                       |
|  | Schwarzfußmangusten (Bdeogale)        |
|  |                                       |

|  | Trugmanguste (Paracynictis selousi)  |
|  |                                      |
|  | Fuchsmanguste (Cynictis penicillata) |
|  |                                      |

|  | Meller-Manguste (Rhynchogale melleri) |
|  |                                       |
|  | Schwarzfußmangusten (Bdeogale)        |
|  |                                       |

|  | Trugmanguste (Paracynictis selousi)  |
|  |                                      |
|  | Fuchsmanguste (Cynictis penicillata) |
|  |                                      |

|  | Meller-Manguste (Rhynchogale melleri) |
|  |                                       |
|  | Schwarzfußmangusten (Bdeogale)        |
|  |                                       |

|  | Trugmanguste (Paracynictis selousi)  |
|  |                                      |
|  | Fuchsmanguste (Cynictis penicillata) |
|  |                                      |

|  | Meller-Manguste (Rhynchogale melleri) |
|  |                                       |
|  | Schwarzfußmangusten (Bdeogale)        |
|  |                                       |

|  | Trugmanguste (Paracynictis selousi)  |
|  |                                      |
|  | Fuchsmanguste (Cynictis penicillata) |
|  |                                      |

|  | Meller-Manguste (Rhynchogale melleri) |
|  |                                       |
|  | Schwarzfußmangusten (Bdeogale)        |
|  |                                       |

|  | Trugmanguste (Paracynictis selousi)  |
|  |                                      |
|  | Fuchsmanguste (Cynictis penicillata) |
|  |                                      |

|  | Meller-Manguste (Rhynchogale melleri) |
|  |                                       |
|  | Schwarzfußmangusten (Bdeogale)        |
|  |                                       |

|  | \| \| Sumpfmanguste (Atilax paludinosus) \| \| \| \| \| \| Langnasenmanguste (Xenogale naso) \| \| \| \| |
|  | |
|  | Urva |
|  | |
|  | Sumpfmanguste (Atilax paludinosus)                                                                       |
|  | |
|  | Langnasenmanguste (Xenogale naso)                                                                        |
|  | |

|  | Sumpfmanguste (Atilax paludinosus) |
|  |                                    |
|  | Langnasenmanguste (Xenogale naso)  |
|  |                                    |

|  | Trugmanguste (Paracynictis selousi)  |
|  |                                      |
|  | Fuchsmanguste (Cynictis penicillata) |
|  |                                      |

|  | Meller-Manguste (Rhynchogale melleri) |
|  |                                       |
|  | Schwarzfußmangusten (Bdeogale)        |
|  |                                       |

|  | Trugmanguste (Paracynictis selousi)  |
|  |                                      |
|  | Fuchsmanguste (Cynictis penicillata) |
|  |                                      |

|  | Meller-Manguste (Rhynchogale melleri) |
|  |                                       |
|  | Schwarzfußmangusten (Bdeogale)        |
|  |                                       |

|  | Trugmanguste (Paracynictis selousi)  |
|  |                                      |
|  | Fuchsmanguste (Cynictis penicillata) |
|  |                                      |

|  | Meller-Manguste (Rhynchogale melleri) |
|  |                                       |
|  | Schwarzfußmangusten (Bdeogale)        |
|  |                                       |

|  | Trugmanguste (Paracynictis selousi)  |
|  |                                      |
|  | Fuchsmanguste (Cynictis penicillata) |
|  |                                      |

|  | Meller-Manguste (Rhynchogale melleri) |
|  |                                       |
|  | Schwarzfußmangusten (Bdeogale)        |
|  |                                       |

|  | Trugmanguste (Paracynictis selousi)  |
|  |                                      |
|  | Fuchsmanguste (Cynictis penicillata) |
|  |                                      |

|  | Meller-Manguste (Rhynchogale melleri) |
|  |                                       |
|  | Schwarzfußmangusten (Bdeogale)        |
|  |                                       |

|  | Trugmanguste (Paracynictis selousi)  |
|  |                                      |
|  | Fuchsmanguste (Cynictis penicillata) |
|  |                                      |

|  | Meller-Manguste (Rhynchogale melleri) |
|  |                                       |
|  | Schwarzfußmangusten (Bdeogale)        |
|  |                                       |

|  | Trugmanguste (Paracynictis selousi)  |
|  |                                      |
|  | Fuchsmanguste (Cynictis penicillata) |
|  |                                      |

|  | Meller-Manguste (Rhynchogale melleri) |
|  |                                       |
|  | Schwarzfußmangusten (Bdeogale)        |
|  |                                       |

|  | Trugmanguste (Paracynictis selousi)  |
|  |                                      |
|  | Fuchsmanguste (Cynictis penicillata) |
|  |                                      |

|  | Meller-Manguste (Rhynchogale melleri) |
|  |                                       |
|  | Schwarzfußmangusten (Bdeogale)        |
|  |                                       |

|  | \| \| Sumpfmanguste (Atilax paludinosus) \| \| \| \| \| \| Langnasenmanguste (Xenogale naso) \| \| \| \| |
|  | |
|  | Urva |
|  | |
|  | Sumpfmanguste (Atilax paludinosus)                                                                       |
|  | |
|  | Langnasenmanguste (Xenogale naso)                                                                        |
|  | |

|  | Sumpfmanguste (Atilax paludinosus) |
|  |                                    |
|  | Langnasenmanguste (Xenogale naso)  |
|  |                                    |

|  | Mungos                               |
|  |                                      |
|  | Liberia-Manguste (Liberiictis kuhni) |
|  |                                      |

|  | Zwergmangusten (Helogale) |
|  |                           |
|  | Kusimansen (Crossarchus)  |
|  |                           |

|  | Mungos                               |
|  |                                      |
|  | Liberia-Manguste (Liberiictis kuhni) |
|  |                                      |

|  | Zwergmangusten (Helogale) |
|  |                           |
|  | Kusimansen (Crossarchus)  |
|  |                           |

|  | Mungos                               |
|  |                                      |
|  | Liberia-Manguste (Liberiictis kuhni) |
|  |                                      |

|  | Zwergmangusten (Helogale) |
|  |                           |
|  | Kusimansen (Crossarchus)  |
|  |                           |

|  | Mungos                               |
|  |                                      |
|  | Liberia-Manguste (Liberiictis kuhni) |
|  |                                      |

|  | Zwergmangusten (Helogale) |
|  |                           |
|  | Kusimansen (Crossarchus)  |
|  |                           |

|  | Trugmanguste (Paracynictis selousi)  |
|  |                                      |
|  | Fuchsmanguste (Cynictis penicillata) |
|  |                                      |

|  | Meller-Manguste (Rhynchogale melleri) |
|  |                                       |
|  | Schwarzfußmangusten (Bdeogale)        |
|  |                                       |

|  | Trugmanguste (Paracynictis selousi)  |
|  |                                      |
|  | Fuchsmanguste (Cynictis penicillata) |
|  |                                      |

|  | Meller-Manguste (Rhynchogale melleri) |
|  |                                       |
|  | Schwarzfußmangusten (Bdeogale)        |
|  |                                       |

|  | Trugmanguste (Paracynictis selousi)  |
|  |                                      |
|  | Fuchsmanguste (Cynictis penicillata) |
|  |                                      |

|  | Meller-Manguste (Rhynchogale melleri) |
|  |                                       |
|  | Schwarzfußmangusten (Bdeogale)        |
|  |                                       |

|  | Trugmanguste (Paracynictis selousi)  |
|  |                                      |
|  | Fuchsmanguste (Cynictis penicillata) |
|  |                                      |

|  | Meller-Manguste (Rhynchogale melleri) |
|  |                                       |
|  | Schwarzfußmangusten (Bdeogale)        |
|  |                                       |

|  | Trugmanguste (Paracynictis selousi)  |
|  |                                      |
|  | Fuchsmanguste (Cynictis penicillata) |
|  |                                      |

|  | Meller-Manguste (Rhynchogale melleri) |
|  |                                       |
|  | Schwarzfußmangusten (Bdeogale)        |
|  |                                       |

|  | Trugmanguste (Paracynictis selousi)  |
|  |                                      |
|  | Fuchsmanguste (Cynictis penicillata) |
|  |                                      |

|  | Meller-Manguste (Rhynchogale melleri) |
|  |                                       |
|  | Schwarzfußmangusten (Bdeogale)        |
|  |                                       |

|  | Trugmanguste (Paracynictis selousi)  |
|  |                                      |
|  | Fuchsmanguste (Cynictis penicillata) |
|  |                                      |

|  | Meller-Manguste (Rhynchogale melleri) |
|  |                                       |
|  | Schwarzfußmangusten (Bdeogale)        |
|  |                                       |

|  | Trugmanguste (Paracynictis selousi)  |
|  |                                      |
|  | Fuchsmanguste (Cynictis penicillata) |
|  |                                      |

|  | Meller-Manguste (Rhynchogale melleri) |
|  |                                       |
|  | Schwarzfußmangusten (Bdeogale)        |
|  |                                       |

|  | \| \| Sumpfmanguste (Atilax paludinosus) \| \| \| \| \| \| Langnasenmanguste (Xenogale naso) \| \| \| \| |
|  | |
|  | Urva |
|  | |
|  | Sumpfmanguste (Atilax paludinosus)                                                                       |
|  | |
|  | Langnasenmanguste (Xenogale naso)                                                                        |
|  | |

|  | Sumpfmanguste (Atilax paludinosus) |
|  |                                    |
|  | Langnasenmanguste (Xenogale naso)  |
|  |                                    |

|  | Trugmanguste (Paracynictis selousi)  |
|  |                                      |
|  | Fuchsmanguste (Cynictis penicillata) |
|  |                                      |

|  | Meller-Manguste (Rhynchogale melleri) |
|  |                                       |
|  | Schwarzfußmangusten (Bdeogale)        |
|  |                                       |

|  | Trugmanguste (Paracynictis selousi)  |
|  |                                      |
|  | Fuchsmanguste (Cynictis penicillata) |
|  |                                      |

|  | Meller-Manguste (Rhynchogale melleri) |
|  |                                       |
|  | Schwarzfußmangusten (Bdeogale)        |
|  |                                       |

|  | Trugmanguste (Paracynictis selousi)  |
|  |                                      |
|  | Fuchsmanguste (Cynictis penicillata) |
|  |                                      |

|  | Meller-Manguste (Rhynchogale melleri) |
|  |                                       |
|  | Schwarzfußmangusten (Bdeogale)        |
|  |                                       |

|  | Trugmanguste (Paracynictis selousi)  |
|  |                                      |
|  | Fuchsmanguste (Cynictis penicillata) |
|  |                                      |

|  | Meller-Manguste (Rhynchogale melleri) |
|  |                                       |
|  | Schwarzfußmangusten (Bdeogale)        |
|  |                                       |

|  | Trugmanguste (Paracynictis selousi)  |
|  |                                      |
|  | Fuchsmanguste (Cynictis penicillata) |
|  |                                      |

|  | Meller-Manguste (Rhynchogale melleri) |
|  |                                       |
|  | Schwarzfußmangusten (Bdeogale)        |
|  |                                       |

|  | Trugmanguste (Paracynictis selousi)  |
|  |                                      |
|  | Fuchsmanguste (Cynictis penicillata) |
|  |                                      |

|  | Meller-Manguste (Rhynchogale melleri) |
|  |                                       |
|  | Schwarzfußmangusten (Bdeogale)        |
|  |                                       |

|  | Trugmanguste (Paracynictis selousi)  |
|  |                                      |
|  | Fuchsmanguste (Cynictis penicillata) |
|  |                                      |

|  | Meller-Manguste (Rhynchogale melleri) |
|  |                                       |
|  | Schwarzfußmangusten (Bdeogale)        |
|  |                                       |

|  | Trugmanguste (Paracynictis selousi)  |
|  |                                      |
|  | Fuchsmanguste (Cynictis penicillata) |
|  |                                      |

|  | Meller-Manguste (Rhynchogale melleri) |
|  |                                       |
|  | Schwarzfußmangusten (Bdeogale)        |
|  |                                       |

|  | \| \| Sumpfmanguste (Atilax paludinosus) \| \| \| \| \| \| Langnasenmanguste (Xenogale naso) \| \| \| \| |
|  | |
|  | Urva |
|  | |
|  | Sumpfmanguste (Atilax paludinosus)                                                                       |
|  | |
|  | Langnasenmanguste (Xenogale naso)                                                                        |
|  | |

|  | Sumpfmanguste (Atilax paludinosus) |
|  |                                    |
|  | Langnasenmanguste (Xenogale naso)  |
|  |                                    |

|  | Mungos                               |
|  |                                      |
|  | Liberia-Manguste (Liberiictis kuhni) |
|  |                                      |

|  | Zwergmangusten (Helogale) |
|  |                           |
|  | Kusimansen (Crossarchus)  |
|  |                           |

|  | Mungos                               |
|  |                                      |
|  | Liberia-Manguste (Liberiictis kuhni) |
|  |                                      |

|  | Zwergmangusten (Helogale) |
|  |                           |
|  | Kusimansen (Crossarchus)  |
|  |                           |

|  | Mungos                               |
|  |                                      |
|  | Liberia-Manguste (Liberiictis kuhni) |
|  |                                      |

|  | Zwergmangusten (Helogale) |
|  |                           |
|  | Kusimansen (Crossarchus)  |
|  |                           |

|  | Mungos                               |
|  |                                      |
|  | Liberia-Manguste (Liberiictis kuhni) |
|  |                                      |

|  | Zwergmangusten (Helogale) |
|  |                           |
|  | Kusimansen (Crossarchus)  |
|  |                           |

|  | Trugmanguste (Paracynictis selousi)  |
|  |                                      |
|  | Fuchsmanguste (Cynictis penicillata) |
|  |                                      |

|  | Meller-Manguste (Rhynchogale melleri) |
|  |                                       |
|  | Schwarzfußmangusten (Bdeogale)        |
|  |                                       |

|  | Trugmanguste (Paracynictis selousi)  |
|  |                                      |
|  | Fuchsmanguste (Cynictis penicillata) |
|  |                                      |

|  | Meller-Manguste (Rhynchogale melleri) |
|  |                                       |
|  | Schwarzfußmangusten (Bdeogale)        |
|  |                                       |

|  | Trugmanguste (Paracynictis selousi)  |
|  |                                      |
|  | Fuchsmanguste (Cynictis penicillata) |
|  |                                      |

|  | Meller-Manguste (Rhynchogale melleri) |
|  |                                       |
|  | Schwarzfußmangusten (Bdeogale)        |
|  |                                       |

|  | Trugmanguste (Paracynictis selousi)  |
|  |                                      |
|  | Fuchsmanguste (Cynictis penicillata) |
|  |                                      |

|  | Meller-Manguste (Rhynchogale melleri) |
|  |                                       |
|  | Schwarzfußmangusten (Bdeogale)        |
|  |                                       |

|  | Trugmanguste (Paracynictis selousi)  |
|  |                                      |
|  | Fuchsmanguste (Cynictis penicillata) |
|  |                                      |

|  | Meller-Manguste (Rhynchogale melleri) |
|  |                                       |
|  | Schwarzfußmangusten (Bdeogale)        |
|  |                                       |

|  | Trugmanguste (Paracynictis selousi)  |
|  |                                      |
|  | Fuchsmanguste (Cynictis penicillata) |
|  |                                      |

|  | Meller-Manguste (Rhynchogale melleri) |
|  |                                       |
|  | Schwarzfußmangusten (Bdeogale)        |
|  |                                       |

|  | Trugmanguste (Paracynictis selousi)  |
|  |                                      |
|  | Fuchsmanguste (Cynictis penicillata) |
|  |                                      |

|  | Meller-Manguste (Rhynchogale melleri) |
|  |                                       |
|  | Schwarzfußmangusten (Bdeogale)        |
|  |                                       |

|  | Trugmanguste (Paracynictis selousi)  |
|  |                                      |
|  | Fuchsmanguste (Cynictis penicillata) |
|  |                                      |

|  | Meller-Manguste (Rhynchogale melleri) |
|  |                                       |
|  | Schwarzfußmangusten (Bdeogale)        |
|  |                                       |

|  | \| \| Sumpfmanguste (Atilax paludinosus) \| \| \| \| \| \| Langnasenmanguste (Xenogale naso) \| \| \| \| |
|  | |
|  | Urva |
|  | |
|  | Sumpfmanguste (Atilax paludinosus)                                                                       |
|  | |
|  | Langnasenmanguste (Xenogale naso)                                                                        |
|  | |

|  | Sumpfmanguste (Atilax paludinosus) |
|  |                                    |
|  | Langnasenmanguste (Xenogale naso)  |
|  |                                    |

|  | Trugmanguste (Paracynictis selousi)  |
|  |                                      |
|  | Fuchsmanguste (Cynictis penicillata) |
|  |                                      |

|  | Meller-Manguste (Rhynchogale melleri) |
|  |                                       |
|  | Schwarzfußmangusten (Bdeogale)        |
|  |                                       |

|  | Trugmanguste (Paracynictis selousi)  |
|  |                                      |
|  | Fuchsmanguste (Cynictis penicillata) |
|  |                                      |

|  | Meller-Manguste (Rhynchogale melleri) |
|  |                                       |
|  | Schwarzfußmangusten (Bdeogale)        |
|  |                                       |

|  | Trugmanguste (Paracynictis selousi)  |
|  |                                      |
|  | Fuchsmanguste (Cynictis penicillata) |
|  |                                      |

|  | Meller-Manguste (Rhynchogale melleri) |
|  |                                       |
|  | Schwarzfußmangusten (Bdeogale)        |
|  |                                       |

|  | Trugmanguste (Paracynictis selousi)  |
|  |                                      |
|  | Fuchsmanguste (Cynictis penicillata) |
|  |                                      |

|  | Meller-Manguste (Rhynchogale melleri) |
|  |                                       |
|  | Schwarzfußmangusten (Bdeogale)        |
|  |                                       |

|  | Trugmanguste (Paracynictis selousi)  |
|  |                                      |
|  | Fuchsmanguste (Cynictis penicillata) |
|  |                                      |

|  | Meller-Manguste (Rhynchogale melleri) |
|  |                                       |
|  | Schwarzfußmangusten (Bdeogale)        |
|  |                                       |

|  | Trugmanguste (Paracynictis selousi)  |
|  |                                      |
|  | Fuchsmanguste (Cynictis penicillata) |
|  |                                      |

|  | Meller-Manguste (Rhynchogale melleri) |
|  |                                       |
|  | Schwarzfußmangusten (Bdeogale)        |
|  |                                       |

|  | Trugmanguste (Paracynictis selousi)  |
|  |                                      |
|  | Fuchsmanguste (Cynictis penicillata) |
|  |                                      |

|  | Meller-Manguste (Rhynchogale melleri) |
|  |                                       |
|  | Schwarzfußmangusten (Bdeogale)        |
|  |                                       |

|  | Trugmanguste (Paracynictis selousi)  |
|  |                                      |
|  | Fuchsmanguste (Cynictis penicillata) |
|  |                                      |

|  | Meller-Manguste (Rhynchogale melleri) |
|  |                                       |
|  | Schwarzfußmangusten (Bdeogale)        |
|  |                                       |

|  | \| \| Sumpfmanguste (Atilax paludinosus) \| \| \| \| \| \| Langnasenmanguste (Xenogale naso) \| \| \| \| |
|  | |
|  | Urva |
|  | |
|  | Sumpfmanguste (Atilax paludinosus)                                                                       |
|  | |
|  | Langnasenmanguste (Xenogale naso)                                                                        |
|  | |

|  | Sumpfmanguste (Atilax paludinosus) |
|  |                                    |
|  | Langnasenmanguste (Xenogale naso)  |
|  |                                    |

|  | Mungos                               |
|  |                                      |
|  | Liberia-Manguste (Liberiictis kuhni) |
|  |                                      |

|  | Zwergmangusten (Helogale) |
|  |                           |
|  | Kusimansen (Crossarchus)  |
|  |                           |

|  | Mungos                               |
|  |                                      |
|  | Liberia-Manguste (Liberiictis kuhni) |
|  |                                      |

|  | Zwergmangusten (Helogale) |
|  |                           |
|  | Kusimansen (Crossarchus)  |
|  |                           |

|  | Mungos                               |
|  |                                      |
|  | Liberia-Manguste (Liberiictis kuhni) |
|  |                                      |

|  | Zwergmangusten (Helogale) |
|  |                           |
|  | Kusimansen (Crossarchus)  |
|  |                           |

|  | Mungos                               |
|  |                                      |
|  | Liberia-Manguste (Liberiictis kuhni) |
|  |                                      |

|  | Zwergmangusten (Helogale) |
|  |                           |
|  | Kusimansen (Crossarchus)  |
|  |                           |

|  | Trugmanguste (Paracynictis selousi)  |
|  |                                      |
|  | Fuchsmanguste (Cynictis penicillata) |
|  |                                      |

|  | Meller-Manguste (Rhynchogale melleri) |
|  |                                       |
|  | Schwarzfußmangusten (Bdeogale)        |
|  |                                       |

|  | Trugmanguste (Paracynictis selousi)  |
|  |                                      |
|  | Fuchsmanguste (Cynictis penicillata) |
|  |                                      |

|  | Meller-Manguste (Rhynchogale melleri) |
|  |                                       |
|  | Schwarzfußmangusten (Bdeogale)        |
|  |                                       |

|  | Trugmanguste (Paracynictis selousi)  |
|  |                                      |
|  | Fuchsmanguste (Cynictis penicillata) |
|  |                                      |

|  | Meller-Manguste (Rhynchogale melleri) |
|  |                                       |
|  | Schwarzfußmangusten (Bdeogale)        |
|  |                                       |

|  | Trugmanguste (Paracynictis selousi)  |
|  |                                      |
|  | Fuchsmanguste (Cynictis penicillata) |
|  |                                      |

|  | Meller-Manguste (Rhynchogale melleri) |
|  |                                       |
|  | Schwarzfußmangusten (Bdeogale)        |
|  |                                       |

|  | Trugmanguste (Paracynictis selousi)  |
|  |                                      |
|  | Fuchsmanguste (Cynictis penicillata) |
|  |                                      |

|  | Meller-Manguste (Rhynchogale melleri) |
|  |                                       |
|  | Schwarzfußmangusten (Bdeogale)        |
|  |                                       |

|  | Trugmanguste (Paracynictis selousi)  |
|  |                                      |
|  | Fuchsmanguste (Cynictis penicillata) |
|  |                                      |

|  | Meller-Manguste (Rhynchogale melleri) |
|  |                                       |
|  | Schwarzfußmangusten (Bdeogale)        |
|  |                                       |

|  | Trugmanguste (Paracynictis selousi)  |
|  |                                      |
|  | Fuchsmanguste (Cynictis penicillata) |
|  |                                      |

|  | Meller-Manguste (Rhynchogale melleri) |
|  |                                       |
|  | Schwarzfußmangusten (Bdeogale)        |
|  |                                       |

|  | Trugmanguste (Paracynictis selousi)  |
|  |                                      |
|  | Fuchsmanguste (Cynictis penicillata) |
|  |                                      |

|  | Meller-Manguste (Rhynchogale melleri) |
|  |                                       |
|  | Schwarzfußmangusten (Bdeogale)        |
|  |                                       |

|  | \| \| Sumpfmanguste (Atilax paludinosus) \| \| \| \| \| \| Langnasenmanguste (Xenogale naso) \| \| \| \| |
|  | |
|  | Urva |
|  | |
|  | Sumpfmanguste (Atilax paludinosus)                                                                       |
|  | |
|  | Langnasenmanguste (Xenogale naso)                                                                        |
|  | |

|  | Sumpfmanguste (Atilax paludinosus) |
|  |                                    |
|  | Langnasenmanguste (Xenogale naso)  |
|  |                                    |

|  | Trugmanguste (Paracynictis selousi)  |
|  |                                      |
|  | Fuchsmanguste (Cynictis penicillata) |
|  |                                      |

|  | Meller-Manguste (Rhynchogale melleri) |
|  |                                       |
|  | Schwarzfußmangusten (Bdeogale)        |
|  |                                       |

|  | Trugmanguste (Paracynictis selousi)  |
|  |                                      |
|  | Fuchsmanguste (Cynictis penicillata) |
|  |                                      |

|  | Meller-Manguste (Rhynchogale melleri) |
|  |                                       |
|  | Schwarzfußmangusten (Bdeogale)        |
|  |                                       |

|  | Trugmanguste (Paracynictis selousi)  |
|  |                                      |
|  | Fuchsmanguste (Cynictis penicillata) |
|  |                                      |

|  | Meller-Manguste (Rhynchogale melleri) |
|  |                                       |
|  | Schwarzfußmangusten (Bdeogale)        |
|  |                                       |

|  | Trugmanguste (Paracynictis selousi)  |
|  |                                      |
|  | Fuchsmanguste (Cynictis penicillata) |
|  |                                      |

|  | Meller-Manguste (Rhynchogale melleri) |
|  |                                       |
|  | Schwarzfußmangusten (Bdeogale)        |
|  |                                       |

|  | Trugmanguste (Paracynictis selousi)  |
|  |                                      |
|  | Fuchsmanguste (Cynictis penicillata) |
|  |                                      |

|  | Meller-Manguste (Rhynchogale melleri) |
|  |                                       |
|  | Schwarzfußmangusten (Bdeogale)        |
|  |                                       |

|  | Trugmanguste (Paracynictis selousi)  |
|  |                                      |
|  | Fuchsmanguste (Cynictis penicillata) |
|  |                                      |

|  | Meller-Manguste (Rhynchogale melleri) |
|  |                                       |
|  | Schwarzfußmangusten (Bdeogale)        |
|  |                                       |

|  | Trugmanguste (Paracynictis selousi)  |
|  |                                      |
|  | Fuchsmanguste (Cynictis penicillata) |
|  |                                      |

|  | Meller-Manguste (Rhynchogale melleri) |
|  |                                       |
|  | Schwarzfußmangusten (Bdeogale)        |
|  |                                       |

|  | Trugmanguste (Paracynictis selousi)  |
|  |                                      |
|  | Fuchsmanguste (Cynictis penicillata) |
|  |                                      |

|  | Meller-Manguste (Rhynchogale melleri) |
|  |                                       |
|  | Schwarzfußmangusten (Bdeogale)        |
|  |                                       |

|  | \| \| Sumpfmanguste (Atilax paludinosus) \| \| \| \| \| \| Langnasenmanguste (Xenogale naso) \| \| \| \| |
|  | |
|  | Urva |
|  | |
|  | Sumpfmanguste (Atilax paludinosus)                                                                       |
|  | |
|  | Langnasenmanguste (Xenogale naso)                                                                        |
|  | |

|  | Sumpfmanguste (Atilax paludinosus) |
|  |                                    |
|  | Langnasenmanguste (Xenogale naso)  |
|  |                                    |

|  | Mungos                               |
|  |                                      |
|  | Liberia-Manguste (Liberiictis kuhni) |
|  |                                      |

|  | Zwergmangusten (Helogale) |
|  |                           |
|  | Kusimansen (Crossarchus)  |
|  |                           |

|  | Mungos                               |
|  |                                      |
|  | Liberia-Manguste (Liberiictis kuhni) |
|  |                                      |

|  | Zwergmangusten (Helogale) |
|  |                           |
|  | Kusimansen (Crossarchus)  |
|  |                           |

|  | Mungos                               |
|  |                                      |
|  | Liberia-Manguste (Liberiictis kuhni) |
|  |                                      |

|  | Zwergmangusten (Helogale) |
|  |                           |
|  | Kusimansen (Crossarchus)  |
|  |                           |

|  | Mungos                               |
|  |                                      |
|  | Liberia-Manguste (Liberiictis kuhni) |
|  |                                      |

|  | Zwergmangusten (Helogale) |
|  |                           |
|  | Kusimansen (Crossarchus)  |
|  |                           |

|  | Trugmanguste (Paracynictis selousi)  |
|  |                                      |
|  | Fuchsmanguste (Cynictis penicillata) |
|  |                                      |

|  | Meller-Manguste (Rhynchogale melleri) |
|  |                                       |
|  | Schwarzfußmangusten (Bdeogale)        |
|  |                                       |

|  | Trugmanguste (Paracynictis selousi)  |
|  |                                      |
|  | Fuchsmanguste (Cynictis penicillata) |
|  |                                      |

|  | Meller-Manguste (Rhynchogale melleri) |
|  |                                       |
|  | Schwarzfußmangusten (Bdeogale)        |
|  |                                       |

|  | Trugmanguste (Paracynictis selousi)  |
|  |                                      |
|  | Fuchsmanguste (Cynictis penicillata) |
|  |                                      |

|  | Meller-Manguste (Rhynchogale melleri) |
|  |                                       |
|  | Schwarzfußmangusten (Bdeogale)        |
|  |                                       |

|  | Trugmanguste (Paracynictis selousi)  |
|  |                                      |
|  | Fuchsmanguste (Cynictis penicillata) |
|  |                                      |

|  | Meller-Manguste (Rhynchogale melleri) |
|  |                                       |
|  | Schwarzfußmangusten (Bdeogale)        |
|  |                                       |

|  | Trugmanguste (Paracynictis selousi)  |
|  |                                      |
|  | Fuchsmanguste (Cynictis penicillata) |
|  |                                      |

|  | Meller-Manguste (Rhynchogale melleri) |
|  |                                       |
|  | Schwarzfußmangusten (Bdeogale)        |
|  |                                       |

|  | Trugmanguste (Paracynictis selousi)  |
|  |                                      |
|  | Fuchsmanguste (Cynictis penicillata) |
|  |                                      |

|  | Meller-Manguste (Rhynchogale melleri) |
|  |                                       |
|  | Schwarzfußmangusten (Bdeogale)        |
|  |                                       |

|  | Trugmanguste (Paracynictis selousi)  |
|  |                                      |
|  | Fuchsmanguste (Cynictis penicillata) |
|  |                                      |

|  | Meller-Manguste (Rhynchogale melleri) |
|  |                                       |
|  | Schwarzfußmangusten (Bdeogale)        |
|  |                                       |

|  | Trugmanguste (Paracynictis selousi)  |
|  |                                      |
|  | Fuchsmanguste (Cynictis penicillata) |
|  |                                      |

|  | Meller-Manguste (Rhynchogale melleri) |
|  |                                       |
|  | Schwarzfußmangusten (Bdeogale)        |
|  |                                       |

|  | \| \| Sumpfmanguste (Atilax paludinosus) \| \| \| \| \| \| Langnasenmanguste (Xenogale naso) \| \| \| \| |
|  | |
|  | Urva |
|  | |
|  | Sumpfmanguste (Atilax paludinosus)                                                                       |
|  | |
|  | Langnasenmanguste (Xenogale naso)                                                                        |
|  | |

|  | Sumpfmanguste (Atilax paludinosus) |
|  |                                    |
|  | Langnasenmanguste (Xenogale naso)  |
|  |                                    |

|  | Trugmanguste (Paracynictis selousi)  |
|  |                                      |
|  | Fuchsmanguste (Cynictis penicillata) |
|  |                                      |

|  | Meller-Manguste (Rhynchogale melleri) |
|  |                                       |
|  | Schwarzfußmangusten (Bdeogale)        |
|  |                                       |

|  | Trugmanguste (Paracynictis selousi)  |
|  |                                      |
|  | Fuchsmanguste (Cynictis penicillata) |
|  |                                      |

|  | Meller-Manguste (Rhynchogale melleri) |
|  |                                       |
|  | Schwarzfußmangusten (Bdeogale)        |
|  |                                       |

|  | Trugmanguste (Paracynictis selousi)  |
|  |                                      |
|  | Fuchsmanguste (Cynictis penicillata) |
|  |                                      |

|  | Meller-Manguste (Rhynchogale melleri) |
|  |                                       |
|  | Schwarzfußmangusten (Bdeogale)        |
|  |                                       |

|  | Trugmanguste (Paracynictis selousi)  |
|  |                                      |
|  | Fuchsmanguste (Cynictis penicillata) |
|  |                                      |

|  | Meller-Manguste (Rhynchogale melleri) |
|  |                                       |
|  | Schwarzfußmangusten (Bdeogale)        |
|  |                                       |

|  | Trugmanguste (Paracynictis selousi)  |
|  |                                      |
|  | Fuchsmanguste (Cynictis penicillata) |
|  |                                      |

|  | Meller-Manguste (Rhynchogale melleri) |
|  |                                       |
|  | Schwarzfußmangusten (Bdeogale)        |
|  |                                       |

|  | Trugmanguste (Paracynictis selousi)  |
|  |                                      |
|  | Fuchsmanguste (Cynictis penicillata) |
|  |                                      |

|  | Meller-Manguste (Rhynchogale melleri) |
|  |                                       |
|  | Schwarzfußmangusten (Bdeogale)        |
|  |                                       |

|  | Trugmanguste (Paracynictis selousi)  |
|  |                                      |
|  | Fuchsmanguste (Cynictis penicillata) |
|  |                                      |

|  | Meller-Manguste (Rhynchogale melleri) |
|  |                                       |
|  | Schwarzfußmangusten (Bdeogale)        |
|  |                                       |

|  | Trugmanguste (Paracynictis selousi)  |
|  |                                      |
|  | Fuchsmanguste (Cynictis penicillata) |
|  |                                      |

|  | Meller-Manguste (Rhynchogale melleri) |
|  |                                       |
|  | Schwarzfußmangusten (Bdeogale)        |
|  |                                       |

|  | \| \| Sumpfmanguste (Atilax paludinosus) \| \| \| \| \| \| Langnasenmanguste (Xenogale naso) \| \| \| \| |
|  | |
|  | Urva |
|  | |
|  | Sumpfmanguste (Atilax paludinosus)                                                                       |
|  | |
|  | Langnasenmanguste (Xenogale naso)                                                                        |
|  | |

|  | Sumpfmanguste (Atilax paludinosus) |
|  |                                    |
|  | Langnasenmanguste (Xenogale naso)  |
|  |                                    |

## Mangusten und Menschen
Schon in Texten aus dem alten Indien und dem Alten Ägypten werden Mangusten erwähnt, sie wurden vor allem aufgrund ihrer Fähigkeit als Schlangenbekämpfer bewundert. Diese Fähigkeit wurde bereits in der Historia animalium beschrieben. Schaukämpfe zwischen Mangusten und Schlangen werden bis heute in Dörfern Westasiens abgehalten.
In Ägypten hatten Mangusten auch eine religiöse Bedeutung. Die Ägyptische Mythologie berichtet, dass sich der Sonnengott Re in eine Manguste verwandelt habe, um den Schlangengott Apophis zu bekämpfen. Mangusten wurden als heilige Tiere seit etwa 2500 v. Chr. mumifiziert.
In der indischen Mythologie wird eine juwelenspeiende Manguste als wichtiges Attribut von Vaishravana/Kubera, einem der Lokapala angesehen. Sie unterstützte ihn im Kampf gegen Nagaschlangen, welche die irdischen Schätze bewachten.
Mancherorts werden Mangusten heute noch gegessen. Das ist überall dort verbreitet, wo Buschfleisch auf dem Speiseplan steht. Ghana, Nigeria, Guinea und die Demokratische Republik Kongo gehören zu den Ländern, in denen Buschfleisch gegessen wird. Im Kongo soll die Angola-Kusimanse das am häufigsten getötete Säugetier sein.
Manche Arten werden gelegentlich als Heimtiere gehalten. Dies ist vor allem in Asien üblich, wo Mungos zahm gehalten werden.
In der Literatur findet sich im Dschungelbuch von Rudyard Kipling eine Erzählung von Rikki-Tikki-Tavi, einem Mungo, der eine Menschenfamilie vor Kobras beschützt. In einer alten indischen Dichtung, dem Panchatantra, taucht ebenfalls ein Mungo als hilfreicher Schlangenbekämpfer auf. In jüngster Zeit hat das Erdmännchen den Mungo wohl als bekannteste Manguste überflügelt. Sie kommen in populären Tierdokumentationen (Die lustige Welt der Tiere) und Zeichentrickfilmen (Der König der Löwen) vor.
Der Goldstaubmungo wurde seit den 1870ern in der Karibik, auf Hawaii, in Japan und in zahlreichen weiteren Gegenden eingeschleppt. Nach Japan wurde auch der Indische Mungo gebracht, und der Ichneumon vielleicht nach Spanien und Portugal. Man erhoffte sich davon eine Bekämpfung der Schlangen und Ratten. Oft haben diese Einführungen aber fatale Folgen für die endemische Fauna dieser Gebiete. Zudem drangen die eingeschleppten Mungos in Hühnerställe ein, so dass sie heute oft als Schädlinge angesehen werden.
Gefürchtet sind Mangusten auch als Überträger der Tollwut. Von mehreren Arten ist dies bekannt, unter anderem vom Kleinen Mungo, der Fuchsmanguste und dem Erdmännchen.

## Bedrohung und Schutz

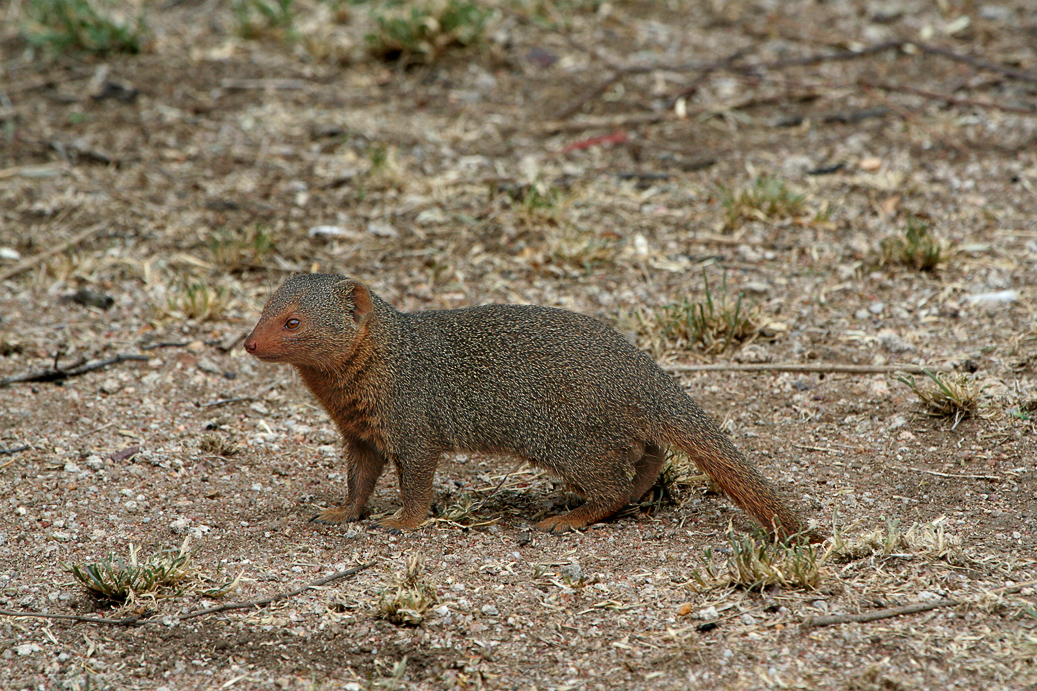
Südliche Zwergmanguste

Die meisten Arten der Mangusten sind nicht bedroht. Die Weltnaturschutzunion IUCN listet die Liberia-Manguste und die südindisch/sri-lankische Art „Herpestes fuscus“ als gefährdet (Vulnerable). Ferner wird eine Schwarzfußmangustenart „Bdeogale omnivora“ als gefährdet angeführt. Diese wird aber von einigen Autoren als Unterart der Schwarzfußmangustenart Buschschwanzmanguste (Bdeogale crassicauda) angesehen. Eine weitere Art, die Schwarzfußmangustenart Jackson-Manguste, gilt als gering gefährdet (Near Threatened). Für drei Arten der Mangusten sind nur ungenügende Daten für eine Kategorisierung vorhanden und der Rest der insgesamt 35 Arten ist zwar in der Roten Liste gefährdeter Arten angegeben, wird aber als nicht gefährdet (Least Concern) beurteilt.